# مكتب البريد العام (المملكة المتحدة)
كان مكتب البريد العام (بالإنجليزية: General Post Office) هو نظام البريد الحكومي في المملكة المتحدة حتى عام 1969. تأسس مكتب البريد العام في إنجلترا في القرن السابع عشر، وكان يمثل احتكارًا للدولة في توصيل الرسائل والطرود ولاحقًا التلغراف والهاتف؛ وكان يشرف عليه المدير العام لمكتب البريد، الذي كان يعتبر منصبًا وزاريًا ضمن الحكومة، وبمرور الوقت امتد نطاق عمل المكتب إلى إسكتلندا وأيرلندا ومناطق من الإمبراطورية البريطانية.
أُلغي مكتب البريد العام بموجب قانون مكتب البريد لعام 1969، ونُقلت أصوله إلى البريد الملكي البريطاني، وبالتالي تغيّر هيكلهُ من وزارة حكومية إلى شركة ذات طبيعة قانونية. أُسندت مسؤولية الاتصالات السلكية واللاسلكية إلى إدارة اتصالات البريد. في عام 1980، قُسمت أعمال البريد والاتصالات كالتلغراف وغيره. في بداية القرن الحادي والعشرين، أصبح مكتب البريد شركة مساهمة عامة وأعيد تسميتها لتصبح البريد الملكي البريطاني في عام 2002.

## بدايات الخدمة البريدية
في العصور الوسطى، كان النبلاء يستخدمون الرُسُل لتسليم الرسائل والمتعلقات الأخرى نيابة عنهم. في القرن الثاني عشر، تم تشكيل رسل الملك ‏ داخل الأسرة المالكة لهنري الأول لنقل المراسلات الملكية والرسمية. وقد دأبَ الرسل على تسليمِ الرسائل شخصيًا، حيث كان كل منهم يسافر على حصانه الخاص ويأخذ الوقت اللازم للراحة. ومع ذلك، في عهد إدوارد الرابع، وُضِع نظامًا أكثر كفاءة (ولو مؤقتًا) للمساعدة في الاتصالات أثناء حربه مع اسكتلندا عبر إنشاء مجموعة من منازل البريد ‏ على مسافات عشرين ميلاً على طول طريق الشمال العظيم ‏، بين لندن وبيرويك ‏ لتزويد رسل الملك بخيول جديدة لكل مرحلة من مراحل الرحلة؛ وبهذه الطريقة تمكنوا من السفر لمسافة تصل إلى مائة ميل في اليوم.
في عهد الملك هنري الثامن، بُذلت جهود متضافرة للحفاظ على نظامٍ بريدي منتظم لنقل المراسلات الملكية والحكومية (في أوقات السِلم وكذلك الحرب). وللإشراف على النظام، عيّن الملك بريان توك ‏ ليكون "رئيسًا للبريد". بحلول خمسينيات القرن السادس عشر، تم إنشاء خمسة طرق بريدية تربط لندن بدوفر وإدنبرة وهولي هيد (عبر تشيستر)، وميلفورد هافن (عبر بريستول)، وبليموث. ولاحقًا أضيف طريق بريد سادس إلى نورويتش عبر كولشيستر في أوائل القرن السابع عشر. كان كل مكتب على الطريق يعمل به مدير مكتب بريد، وكانت مسؤوليته الرئيسية هي توفير الخيول؛ كما كان يوفر مرشدًا لمرافقة الرسول حتى مكتب البريد التالي (ثم يتأكد من عودة الخيول بعد ذلك). في الممارسة العملية، تم إنشاء معظم مراكز البريد في النُزل على جانب الطريق وكان صاحب النزل يعمل بصفته مديرًا لمكتب البريد (في مقابل راتب صغير من التاج).
في دوفر، استخدمت السفن التجارية بانتظام لنقل الرسائل من وإلى القارة. كان هناك نظام مُماثل يربط هولي هيد وميلفورد بأيرلندا (وبحلول نهاية القرن السادس عشر تم إنشاء خدمة طرود ‏ على طريق هولي هيد إلى دبلن). كان بإمكان المواطنين العاديين الاستفادة من شبكة البريد التي تنقل الخيول، إذا استطاعوا تحمل تكلفتها (في عام 1583 كان عليهم دفع بِنسين لكل ميل للحصان، بالإضافة إلى أربعة بنسات لكل مرحلة (محطة))، ولكنها كانت مُصمَّمة في المقام الأول لنقل المراسلات الرسمية للدولة والعائلة الملكية، أو لنقل الأفراد المشاركين في أعمال رسمية للدولة (الذين دفعوا سعرًا مخفضًا) من مكان إلى آخر. في ذاك الوقت، كانت المراسلات الخاصة تُرسل غالبًا عبر شركات النقل العامة، أو مع آخرين يسافرون بانتظام من مكانٍ إلى آخر (مثل الباعة المتجولين)؛ وكانت المدن تستخدم غالبًا شركات النقل المرخصة المحلية التي تمارس تجارتها باستخدام عربة أو حصان، بينما كانت الجامعات، إلى جانب بعض الشركات البلدية وغيرها تملك شبكات المراسلات الخاصة بها.
بحلول أوائل القرن السابع عشر، كان هناك خياران أمام السُعاة الذين يستخدمون نظام البريد: إما أن يركبوا "عبر البريد"، ويحملوا المراسلات على طول المسافة؛ أو استخدام بريد الطرود، حيث يتم حمل الرسائل بواسطة المُرشدين من مركز بريدٍ إلى آخر في حقيبة جِلدية مُبطنة بالقُطن، على الرغم من أن هذه الطريقة كانت متاحة فقط للمراسلات الملكية أو الحكومية أو الدبلوماسية. كان المرشدون في هذا الوقت مزودين ببوق بريد ‏ الذي استخدمَ للتعريف بسُعاة البريد أثناء طريقهم.

### البريد الأجنبي
في بداية القرن السادس عشر، تم إنشاء نظام لنقل الإرساليات الأجنبية، نظّمه التجار الفلمنكيون في مدينة لندن؛ ولكن في عام 1558، بعد أن نشأ نزاع بين التجار الإيطاليين والفلمنكيين والإنجليز حول هذه المسألة، مُنح مدير مكاتب الملك الإشراف على النظام. في عام 1619، عيَّن جيمس الأول مديرًا عامًا منفصلاً للبريد "للمناطق الأجنبية"، ومَنْحه (ومُعينيه) الامتياز الوحيد لنقل المراسلات الأجنبية من وإلى لندن. (تم دمج التعيينات المنفصلة لمنصب المدير العام للبريد في عام 1637، ولكن الخدمات البريدية "الأجنبية" و"الداخلية" ظلت منفصلة من حيث الإدارة والمحاسبة حتى منتصف القرن التاسع عشر).

## البريد العام

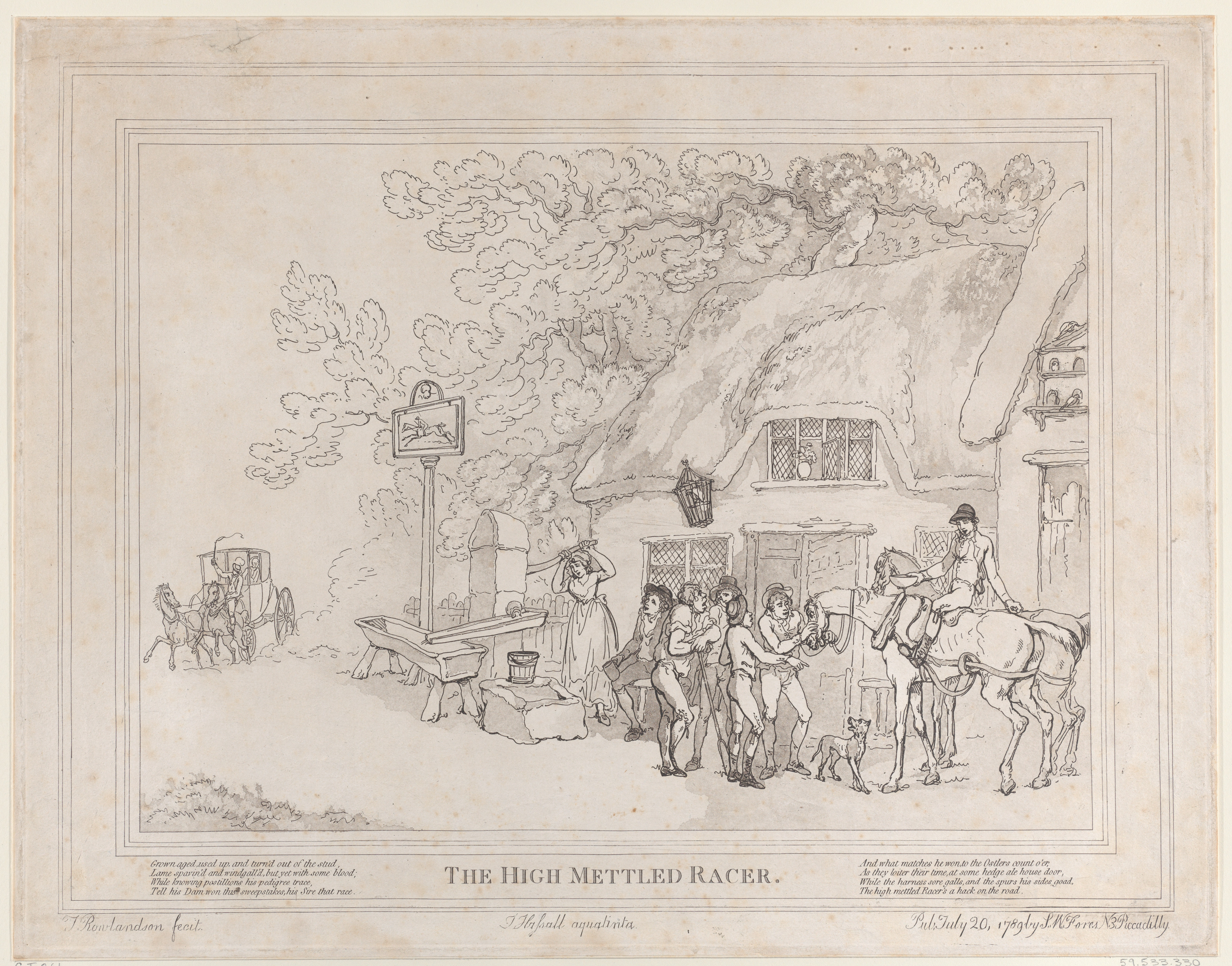
"حصان البريد" من كتاب حياة حصان السباق The Life of a Racehorse بقلم توماس رولاندسون، 1789.

في 31 يوليو 1635، أصدر الملك تشارلز الأول إعلانًا لتقنين وجود مكتب البريد في إنجلترا واسكتلندا، وهو الحدث الذي يمكن اعتباره البداية الفعلية لمكتب البريد البريطاني". وبموجب هذا المرسوم، أصبح توماس ويذرنجز ‏ (الذي تم تعيينه "مديرًا لبريد إنجلترا للمناطق الأجنبية" قبل ثلاث سنوات) مخولاً بتوفير نقل الرسائل الخاصة بأسعار محددة "بين لندن وجميع المناطق التابعة للملك. ولتحقيق هذه الغاية، أصدر الملك تعليماته بإنشاء "مركز تشغيل، ليعمل ليلاً ونهارًا"، في البداية بين لندن وأدنبره، ولندن وهوليهيد، ولندن وبليموث، "من أجل النهوض بجميع رعايا جلالته في تجارتهم ومراسلاتهم". (كان ويذرينغز قد أنشأ بالفعل نظامًا مماثلاً، يمتد بين لندن ودوفر، كجزء من إدارته للبعثات الأجنبية، وكان هو نفسه قد اقترح توسيعه ليشمل بقية المملكة). كان مطلوبًا من ويذرنجز توسيع النظام الجديد ليشمل طرق بريدية أخرى "في أقرب وقت ممكن" (بدءًا من الطرق المؤدية إلى أكسفورد وبريستول، وإلى كولشيستر ونورويتش ويارموث)؛ كما تم اتخاذ الترتيبات اللازمة لإنشاء "محطات جانبية" لتشغيلها من وإلى الأماكن التي لا تخدمها مباشرة طرق البريد (مثل لينكولن وهال). كان النظام الجديد يعمل بكامل طاقته ومربحًا بحلول عام 1636.
ومن أجل تسهيل الترتيب الجديد، أمر الملك "جميع مديري مكاتب البريد على جميع طرق إنجلترا، بأن يجهزوا في اسطبلاتهم حصانًا أو حصانين [...] لحمل هؤلاء الرسل، مع حقائبهم البريدية، كما سيتم استخدامهم في الخدمة المذكورة"، وكانوا ممنوعين من تأجير هذه الخيول للآخرين في الأيام التي يكون فيها البريد مستحقًا. وعلاوةً على ذلك، فقد صدر أمر (مع بعض الاستثناءات المحددة) "بأنه لا يجوز لأي رسول أو رسل أو قائم أو قائمات مشاة أخرى أن يأخذوا أو يحملوا أو يستلموا أو يسلموا أي رسالة أو رسائل مهما كانت، بخلاف الرسل الذين عينهم السيد توماس ويذرينجز المذكور"، وبالتالي إرساء احتكار، والذي (تحت رعاية البريد الملكي) سيظل قائماً حتى عام 2006.
في ظل الكومنولث، نُقلت مكتب البريد إلى جون مانلي ‏ وجون ثورلو ‏ على التوالي. في عام 1657، صدر قانون برلماني بعنوان "تسوية البريد في إنجلترا واسكتلندا وأيرلندا" لإنشاء نظام بريدي لكامل الجزر البريطانية (التي توحدت دولها تحت قيادة أوليفر كرومويل نتيجة لحروب الممالك الثلاث)، والذي ينصّ على أنه "يجب أن يكون هناك مكتب بريد عام واحد، ومكتب واحد يحمل اسم المدير العام لمكتب البريد في إنجلترا ومراقب مكتب البريد". كما أكّدَ القانون على احتكارِ البريد لتسليم الرسائل وللخيول التي تحمل البريد؛ كما حدد أسعارًا جديدة لكل من نقل الرسائل و"بريد الركوب". خلال حقبة الكومنولث، زِيدت خدمة البريد الأسبوعية من وإلى لندن إلى ثلاثِ مرات أسبوعيًا: حيث تم إرسال الرسائل من مكتب الرسائل العام في لندن كل يوم ثلاثاء وخميس وسبت مساءً، بينما وصلَ البريدُ الوارد في وقتٍ مبكر من الصباح أيام الاثنين والأربعاء والجمعة. عادة ما كان متلقي البريد يدفع الرسوم (وكان له الحق في رفض قبول الشيء المُرسَل إذا لم يكن يرغب في الدفع)؛ وكانت الرسوم تعتمد على المسافة التي نُقل الشيء بها، لذلك كان على مكتب البريد الاحتفاظ بحساب منفصل لكل شيء. بعد الاسترداد وعودة مَلَكيّة ستيوارت، صدر قانون البريد لعام 1660 مع إلغاء قانون كرومويل السابق، مؤكدًا الترتيبات المعمول بها لمكتب البريد، ومنصب المدير العام للبريد، ومؤكدًا على الفوائد العامة والاقتصادية لنظام البريد العام.في البداية، أعيدت ملكية مكتب البريد، اسميًا إلى هنري بيشوب ‏، ولكن الصفقة تم تمويلها من قبل جون وايلدمان ‏. بعد عامين سُجن وايلدمان بتهمة التورط في مؤامرةٍ ضد الملك، فقام بيشوب ببيع عقد الإيجار إلى صانع البارود الخاص بالملك، دانييل أونيل ‏؛ وبعد وفاة الأخير، ذهبت الملكية إلى أرملته كونتيسة تشيسترفيلد ‏ لبقية المدة التي استمرت سبع سنوات (مما جعلها أول امرأة تشغل منصب مدير عام مكتب البريد). وفي الوقت نفسه، وبموجب شروط قانون البرلمان الصادر عام 1663، قام الملك بتسوية "الإيجارات والإصدارات والأرباح" لمكتب البريد مع شقيقه دوق يورك، لتوفير الدعم والصيانة له. وبعد تولي الأخير العرش بصفته الملك جيمس الثاني، أصبح هذا الدخل جزءًا من الإيرادات الوراثية للتاج؛ وبعد ذلك، جراء التدقيق المتزايد من قبل وزارة الخزانة البريطانية، أصبح يُنظر إلى الخدمة البريدية بشكل متزايد على أنها مصدر للدخل الحكومي (كما هو موضح في قانون البريد لعام 1710 ‏، والذي زاد من الرسوم البريدية وفرض ضريبة على الدخل لغرض تمويل مشاركة بريطانيا في حرب الخلافة الإسبانية.

### التوزيع والتسليم

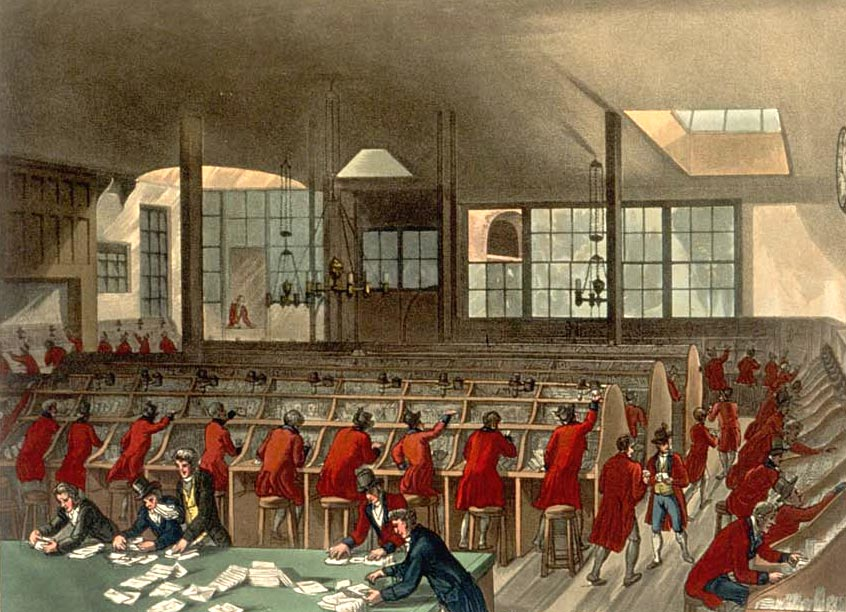
غرفة الفرز في مكتب الرسائل العام، شارع لومبارد، صورة من كتاب لرودولف أكرمان، 1808.

تركَّزت شبكةُ التوزيعِ في مكتب البريد العام في لندن (الذي كان يقع في شارع ثريدنيدل ‏ قبل حريق لندن الكبير، وبعد ذلك انتقل إلى بيشوبسجيت ‏ ثم إلى شارع لومبارد ‏ في عام 1678).  كان البريد الوارد يصل كل أسبوع أيام الاثنين والأربعاء والجمعة؛ وكان يتم فرزه وختمه: كانت رسائل لندن تذهب إلى "النوافذ" حيث كان أفراد الجمهور يتحصّلون عليها من المكتب شخصيًا (بمجرد دفع الرسوم المطلوبة)، في حين كانت تُرسل "رسائل البلاد" على طول طريق البريد الخاص بها. كان البريد الصادر يُرسَل أيام الثلاثاء والخميس والسبت. كان المستلم (وليس المُرسِل) هو الذي يدفع رسوم البريد، وكانت تعتمد على طول الرسالة والمسافة التي قطعتها؛ وكان يتم حساب كل رسوم فردية في لندن وإدخالها في كتاب ليذهب مع الرسائل على الطريق، مشيرًا إلى المبالغ المستحقة على كل مدير مكتب بريد مقابل الرسائل المسلمة إليه. بحلول تسعينيات القرن السابع عشر، أنشأ مكتبُ الرسائل العام ثمانية "بيوت استقبال" إضافية في وستمنستر وما حولها، حيث يمكن للمُرسلين تقديم الرسائل؛ وتم اتخاذ ترتيبات مماثلة في المدن الإقليمية الأكبر.
في البداية لم تكن الشبكة البريدية الجديدة معروفة بشكل جيد؛ ولكن في منشوره بريتانيا عام 1673، سعى ريتشارد بلوم إلى معالجة هذا الأمر من خلال وصف الموقع الجغرافي لمكتب البريد العام الجديد بتفصيل، والذي وصفه بأنه "ملائم للغاية". في ذلك الوقت كان هناك 182 نائبًا لمدير بريد (أو "نواب") في إنجلترا [وويلز]، وكان معظمهم مُتمركزين في "المحطات" أو المحطات التي تقع على طول الطرق البريدية الرئيسية الستة؛ وكان تحتهم رؤساء بريد فرعيون، مُتمركزون في مدن السوق التي لم تكن على الطرق البريدية الرئيسية ولكن تم تمديد الخدمة إليها. (على عكس النواب، لم يكن رؤساء مكاتب البريد يعملون في مكتب البريد.)
وكان توسّع الخدمة خارج نطاق الطرق البريدية الرئيسية يرجع في جزء كبير منه إلى روح المبادرة التي تحلى بها نواب مديري البريد أنفسهم، حيث سُمح لهم بالاستفادة من الخدمات الفرعية التي أنشأوها وقاموا بتشغيلها. بهذه الطريقة، توسعت شبكة البريد الفرعي بشكل كبير في سبعينيات القرن السابع عشر: في عام 1673، كتب بلوم أنه "لا يوجد أي مدينة سوق ذات أهمية [لا تتمتع] بفائدة نقل الرسائل ذهابًا وإيابًا"؛ ثم واصل سرد كل من "المحطات" على طرق البريد (التي كان عددها أكثر من 140) وبلدات البريد على الطرق الفرعية (التي بلغ عددها آنذاك أكثر من 380)، حيث كان أفراد الجمهور قادرين على ترك رسائل مع مدير البريد "لإرسالها حسب التوجيهات". وبعد فترة وجيزة، تم اتخاذ خطوات لدمج مكاتب البريد في الشبكة الوطنية: تم تعيين "مّسَّاحين راكبين" في عام 1682، للسفر مع البريد والتدقيق في دخل النائبين ونشاطهم في كل مرحلة (خاصة فيما يتعلق بالرسائل الفرعية)؛ في السنوات اللاحقة، عمل المساحون كمفتشين لمكتب البريد العام، مُكلفين بالحفاظ على الكفاءة والاتساق عبر الشبكة (حتى تم حلهم أخيرًا في ثلاثينيات القرن العشرين).كان من المعتاد أن يقوم كل مدير مكتب بريد بتعيين صبية بريد للتنقل من مكتب بريد إلى آخر؛ ثم يقوم مدير مكتب البريد التالي بتسجيل وقت الوصول، قبل نقل الحقائب إلى حصان جديد، يمتطيه صبي بريد جديد للمرحلة التالية من الرحلة. في رحلة الذهاب من لندن، كان البريد يُترك لكل مرحلة (ومدن البريد المرتبطة بها) في مكتب البريد المعنيّ. وكانت الترتيبات المتعلقة بتسليمها تختلف بعض الشيءِ من مكانٍ إلى آخر.

### قوارب الطرود ورسائل السفن

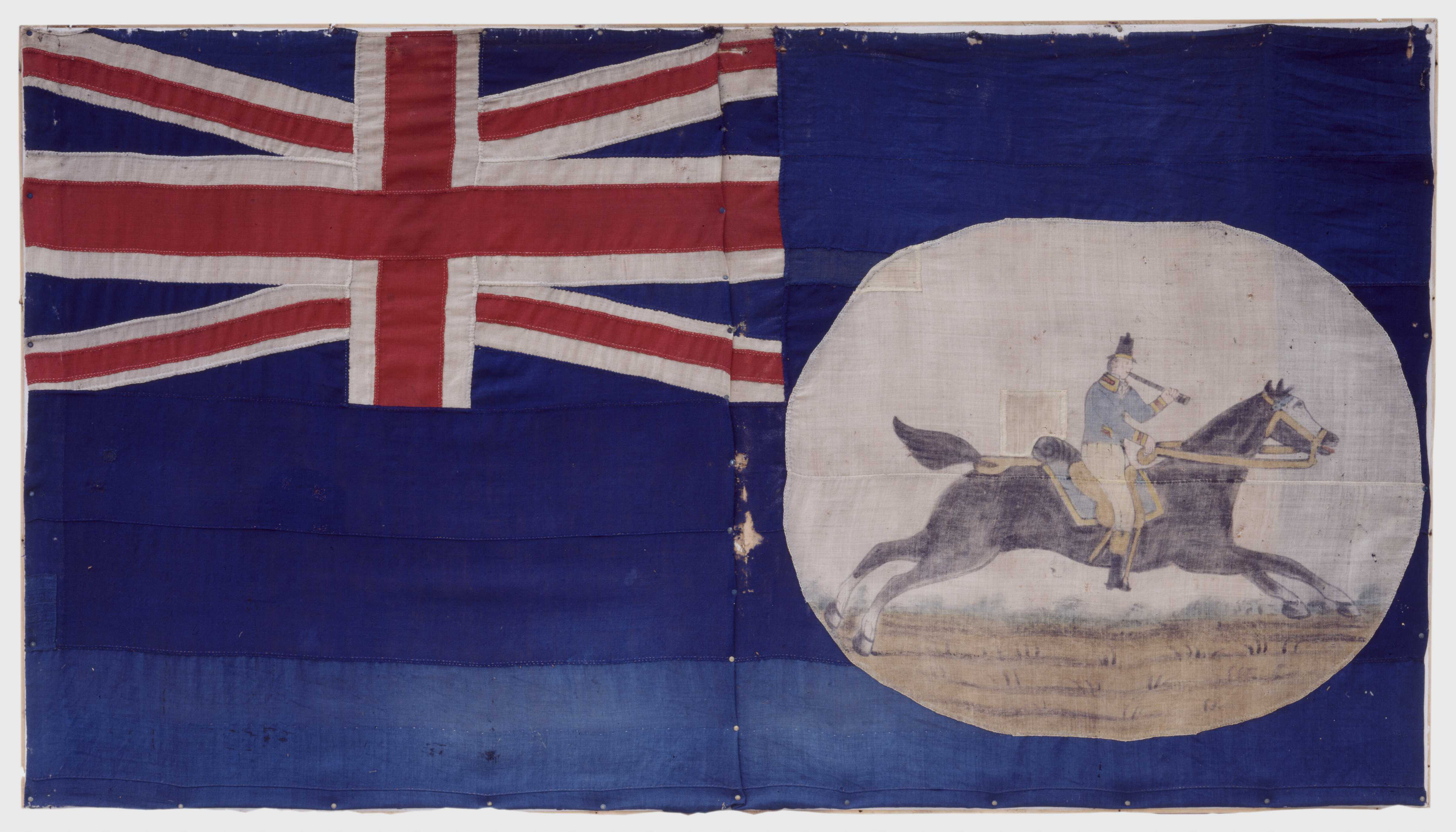
علم لمكتب البريد كان يُرفع على صواري السفن البريدية في القرن التاسع عشر، وكان الشعار مستخدمًا قبل ذلك بفترة طويلة: صبي بريد يمتطي حصانًا.

مع إنشاءِ خدمة بريدية عامة مُنتظمة، ظهرت الحاجة إلى وضع خدمات البريد المنقولة عبر المياه (التي تحمل الرسائل من وإلى أيرلندا وأوروبا القارية وغيرها من الوجهات) على أساسٍ أكثر انتظامًا. كانت "قوارب الطرود"، التي تقدم خدمة بريدية منتظمة مجدولة، قيد الاستخدام بالفعل للمرور بين هولي هيد ودبلن؛ ولكن بالنسبة للرسائل من وإلى القارة، عُهد بالبريد إلى الرُسُل الذين كانوا يقومون بترتيبات سفرهم بأنفسهم. لم يكن هذا النظام موثوقًا به، لذلك في ثلاثينيات القرن السابع عشر، شرعَ توماس ويذرينجس في إنشاء خدمة طرود منتظمة من دوفر إلى كاليه. بحلول نهاية القرن، أُنشأت خدمات طرود إضافية بين هارويتش (بالقرب من طريق بريد يارموث) وهيلفوتسلاوس ‏، وبين دوفر وأوستند/نيوبورت ‏، وبين فالماوث وكوريونا. تم ترتيب خدمات الطرود بشكل عام من خلال عقد مع وكيل، والذي كان يلتزم بتوفير خدمة حمل البريد المنتظمة مقابل رسوم. في القرن التالي، بدأت خدمات النقل البحري من فالموث في الإبحار إلى جزر الهند الغربية وأمريكا الشمالية وغيرها من الوجهات عبر المحيط الأطلسي.
لم تكن قوارب الطرود الوسيلة الوحيدة لنقل الرسائل إلى الخارج: فقد كان هناك دائمًا خيار إرسالها عن طريق السفن التجارية، وكانت المقاهي معتادة منذ فترة طويلة على تلقي الرسائل والطرود نيابةً عن قادة السفن، الذين كانوا يحملونها مقابل رسوم. تم الاعتراف بتلك المعاملة في "رسائل السفن" في قانوني البريد لعامي 1657 و1660. وقد جرت محاولات لفرض رسوم بريدية على تلك الرسائل، وعُرضت "أموال رسائل السفن" على القباطنة مقابل كل رسالة تُعطى لمدير مكتب البريد عند وصولها إلى إنجلترا من أجل تطبيق تلك الرسوم؛ ومع ذلك، لم يكن لديهم أي التزام قانوني بالامتثال، وكانت غالبية رسائل السفن تهربُ من الرسوم الإضافية.

### بريد البِنس في لندن

طريق لندن ووستمنستر وساوثوورك في عام 1682 (خريطة من إعداد جون أوجيلبي وويليام مورجان).

في عام 1680 أسس ويليام دوكورا ‏ وروبرت موراي ‏ "بريد البِنس" (نسبةً إلى عُملة البِنس)، الذي مكّن من إرسال الرسائل والطرود بتكلفة زهيدة من وإلى وجهات داخل لندن ومحيطها. فُرض رسمٌ ثابت قدرهُ بِنس واحد لإرسال رسائل أو طرود يصل وزنها إلى رطل داخل منطقة تضم مدينة لندن ومدينة وستمنستر ومنطقة سودرك؛ بينما تم فرض رسم قدره بنس واحد على العناصر التي يتم إرسالها أو تسليمها في منطقة "الريف" المحيطة (والتي شملت أماكن مثل هاكني ونيوينجتون ولامبيث وإيسلينجتون). كان سعاة البريد التابعون لشركة بريد البِنس يعملون من خلال سبعة مكاتب فرز رئيسية حول لندن، والتي كانت مدعومة بما بين أربعمائة وخمسمائة "بيت استقبال" في جميع الشوارع الرئيسية في المنطقة، حيث كان بإمكان أفراد الجمهور تسليم العناصر. (قبل إنشائه، كان المكان الوحيد الذي يمكن تسليم الرسائل إليه في لندن هو مكتب الرسائل العام في شارع لومبارد ‏). وغالبًا ما كانت بيوت الاستقبال موجودة في الحانات العامة أو المقاهي أو غيرها من الخانات والحوانيت. كانت عمليات التسليم تجري ست أو ثماني مرات يوميًا في وسط لندن (وأربع مرات على الأقل يوميًا في الضواحي).
حظيت الفكرةُ بنجاح، وفي غضون عامين صَدر حكمٌ قضائي يلزم الشركة الجديدة بالخضوعِ لسلطة المدير العام للبريد. وعلى الرغم من انضمامها لمكتب البريد العام، إلا أن الشركة استمرت في العمل بشكل مستقل تمامًا عن البريد العام حتى عام 1854 عندما دُمج النظامَين. توقفت محاولات تشارلز بوفي ‏ لإنشاء مكتب بريد منافس بنصف بِنس في عام 1709 بعد عدة أشهر من التشغيل؛ ومع ذلك، تبنت هيئة البريد ممارسة بوفي المتمثلة في جعل سُعاة البريد يقرعون الجرس لجذب العملاء واستمر استخدام تلك الطريقة في المدن الكبرى حتى منتصف القرن التاسع عشر.
في عام 1761، مُنح الإذن بإنشاء نظام بريد البِنس في أماكن أخرى من المملكة للعمل على نفس خطوط مكتب لندن إذا ما كانت قادرة على الاستمرار ماليًا. وبحلول نهاية القرن، كانت هناك أنظمة لبريد البِنس تعمل في برمنغهام وبريستول ودبلن وإدنبرة ومانشستر (انضمت إليها غلاسكو ونيوكاسل-تاين في ثلاثينيات القرن التاسع عشر).
في عام 1801، تضاعفت تكلفة إرسال رسالة داخل منطقة وسط لندن؛ ومنذ ذلك الحين، عُرف بريد منطقة لندن باسم "بريد البِنسين" حتى تم دمجه في البريد العام بعد 53 عامًا.

### التوسع في الداخل والخارج

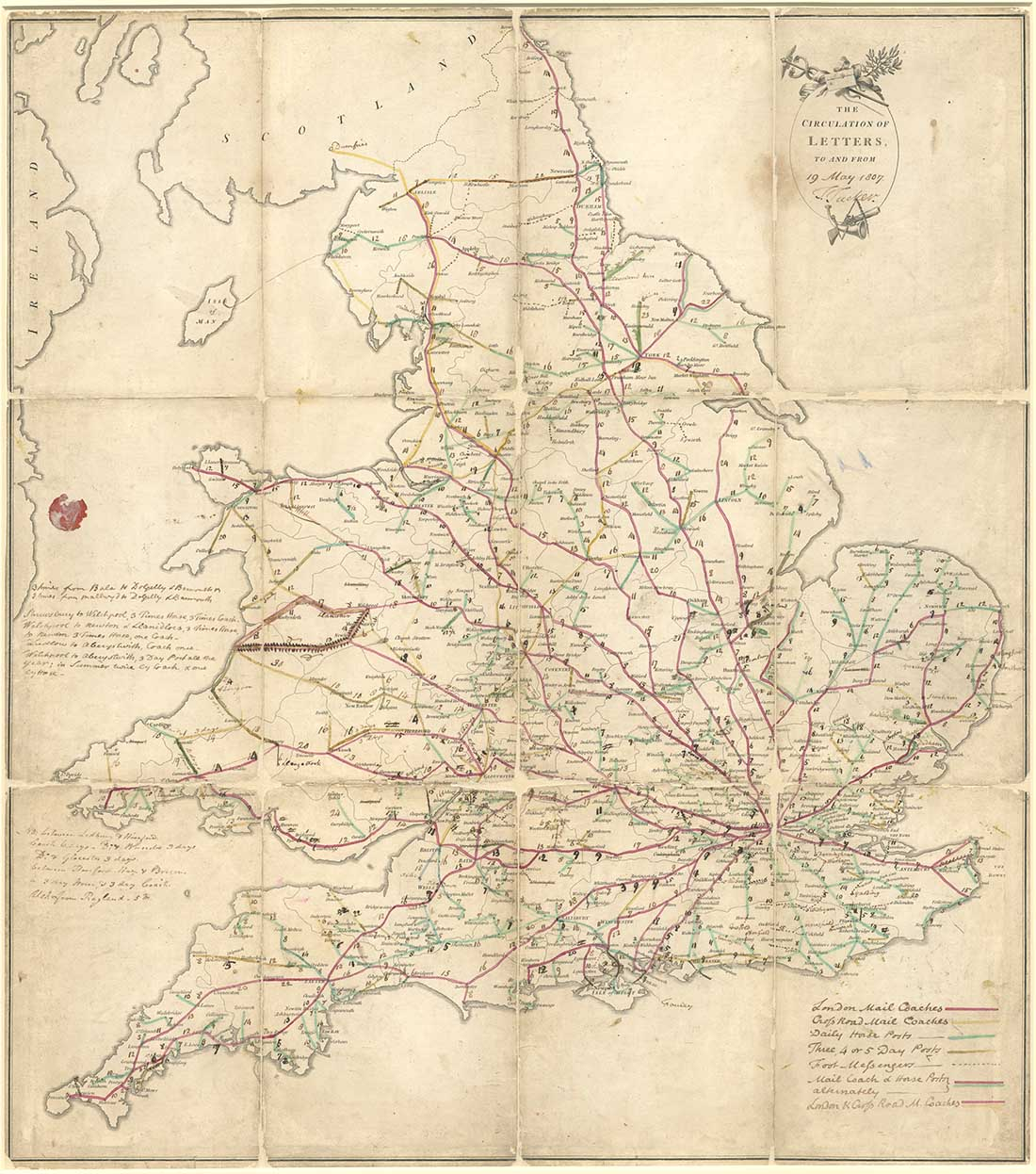
خريطة توضح الطرق البريدية (التي تخدمها عربات البريد ومراكز الخيول والرُسُل المشاة في عام 1807.

تأسسَّ مكتب بريد في إسكتلندا في عام 1695 (على الرغم من استمرار إدارة طريق البريد إلى إدنبرة من لندن)؛ وفي عام 1710 تم توحيد المؤسسات الإسكتلندية والإنجليزية. وبموجبِ نفس قانون مكتب البريد لعام 1710 ‏، تم تحديد وظائف مكتب الرسائل العام ومكتب البريد في لندن، وإنشاء مكاتب رسائل رئيسية في إدنبرة ودبلن ومقاطعة نيويورك ‏ وجزر ليوارد ‏. كان البريد الأيرلندي في ذلك الوقت يعمل كجزء من مكتب البريد العام تحت إشراف نائب المدير العام للبريد ومقرّه في دبلن؛ ولكن في عام 1784، أقر برلمان أيرلندا قانونًا ينصّ على إنشاءِ مكتب بريد مستقل في أيرلندا تحت إشراف مدير عام خاص (وهو النظام الذي ظل قائمًا حتى عام 1831).
كانت الطرقُ البريدية المعروفة في بريطانيا تمتد من وإلى لندن. أما استخدام الطرق الأخرى فكان يتطلبُ الحصولَ على إذنٍ من الحكومة (على سبيل المثال، لم تتم الموافقة على إنشاء "خط بريد متقاطع" بين بريستول وإكستر إلا بعد الكثيرِ من الضغط، في عام 1698؛ في السابق كان من الضروري إرسال البريد بين المدينتين عبر لندن). في عام 1720، تولى مديرُ مكتب بريد مدينة باث رالف ألين ‏، الذي كانت لديه رؤية لتحسين الوضع، مسؤولية الأعمدة المتقاطعة (أي الطرق التي تربطُ طريق بريد بآخر) والأعمدة الجانبية (التي تتصل بالأماكن خارج طرق البريد الرئيسية). قام ألين بتوسيع شبكة المدن التي تخدمها مصلحة البريد العام بشكل كبير، وفي الوقت نفسه بذل الكثير من الجهود لإصلاح عملها.
في عام 1772، قضت المحكمة الملكية بأن الرسائل يجب أن يتم تسليمها مباشرة إلى المُستلمين داخل حدود كل مدينة بريدية دون أي تكلفة إضافية. في كثير من الأحيان، يستخدم مدير مكتب البريد رسولًا يحمل حقيبة مقفلة لتسليم واستلام العناصر البريدية في جميع أنحاء المدينة؛ وكان ينبّه الناس إلى وجوده من خلال رنينَ جرس يدوي. ورغم أن مديري مكاتب البريد لم يكونوا مُلزمينَ بتسليمِ العناصرِ إلى الأماكن في خارج الحدود، فإنهم كانوا يستطيعون الموافقة على القيام بذلك مقابل دفع رسوم إضافية.

### وسائل النقل جديدة

#### الطرق
في ثمانينيات القرن الثامن عشر، شهدت شبكة البريد العام في بريطانيا تطورًا كبيرًا بفضل فكرة جون بالمر ‏، التي تقضي باستخدام عربات البريد بدلاً من الخيول . بعد المقاومة الأولية من جانب السلطات البريدية، جرت محاكمة في عام 1784، أثبتت أن عربة البريد التي تغادر بريستول في الساعة الرابعة عصراً ستصل إلى لندن بانتظام في الساعة التاسعة من صباح اليوم التالي: أي أسرعَ بيوم ونصف من خيول البريد. ونتيجة لذلك، تمت الموافقة على نقل الرسائل بواسطة حافلات البريد تحت حراسةٍ مسلحة، بموجب قانون صادر عن البرلمان. 

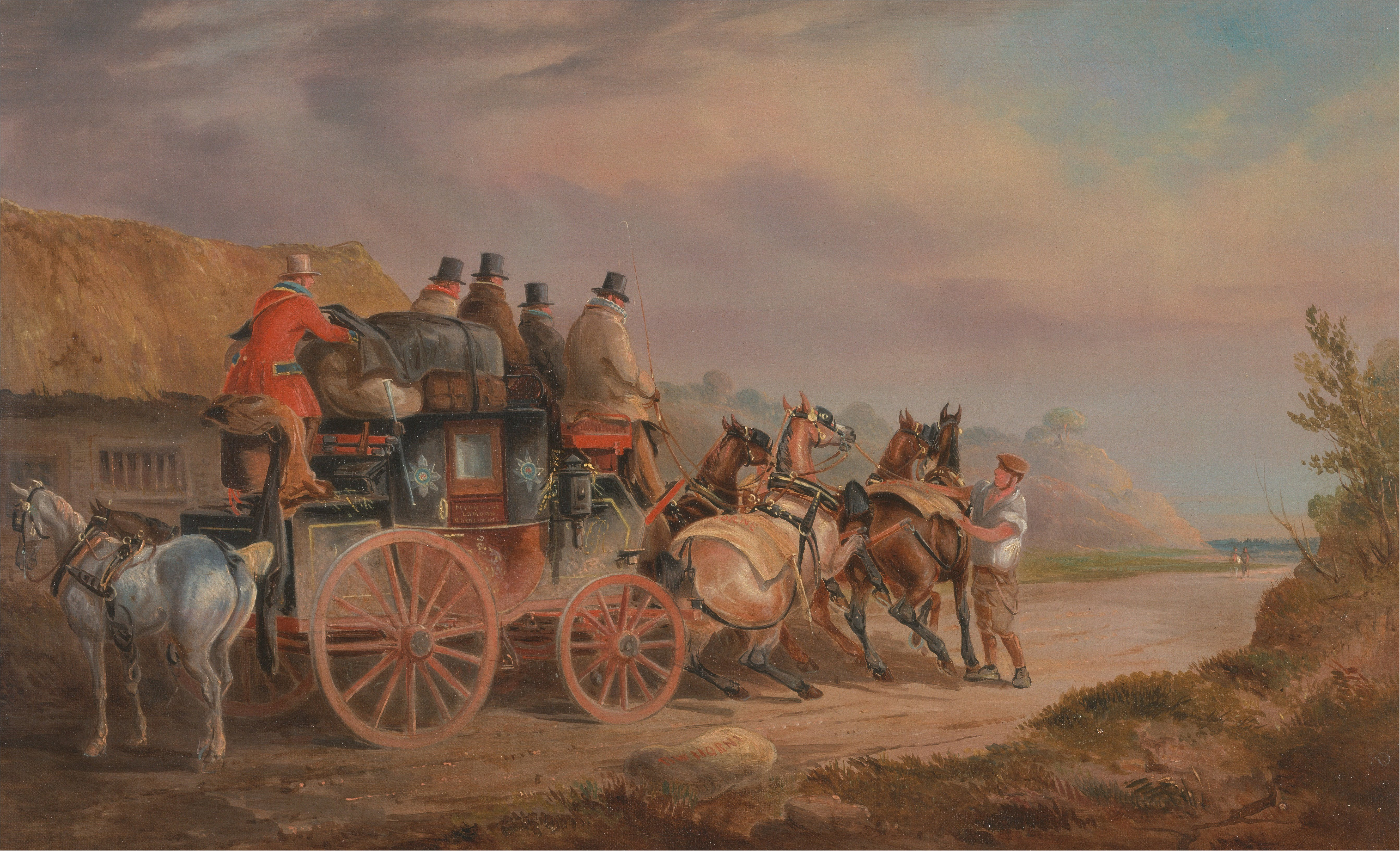
فريق جديد من الخيول يتم تسخيرها إلى عربة البريد على طريق ديفونشاير-لندن في عشرينيات القرن التاسع عشر، بريشة تشارلز كوبر هندرسون.

كانت عرباتُ البريد مشابهة في التصميم لعربات المرحلة التي تحمل الركاب، ولكنها كانت أصغر وأخف وزنًا وأكثر قدرة على المناورة (حيث يتم سحبها بواسطة فريق من أربعة خيول، بدلاً من ستة كما كان معتادًا بالنسبة لعربات المرحلة في ذلك الوقت). تم الاعتراف بالمُمارسة الراسخة المتمثلة في "مركز الركوب" من خلال توفير أربعة مقاعد داخل الحافلة للركاب. تم نقل أكياس البريد في صندوق مقفل في الخلف، وكان يجلس فوقه حارس يرتدي معطفًا قرمزيًا. في حين تم توفير الحافلات والسائقين من قبل المقاولين، كان الحراس يعملون لصالح مكتب البريد. بالإضافة إلى مسدسين وبندقية، كان كل حارس يحمل ساعة آمنة يتم من خلالها تنظيم أوقات المغادرة في كل مرحلة من مراحل الرحلة بشكل صارم.

#### السكك الحديدية
في عام 1830، تم نقل البريد بالقطار لأول مرة، على خط سكة حديد ليفربول ومانشستر الذي افتتح حديثًا؛ وعلى مدى العقد التالي، حلَّت السكك الحديدية محلَّ عربات البريد كوسيلة أساسية للنقل (غادرت آخر عربة بريد من لندن في 6 يناير 1846). تم تقديم أول مكتب بريد متنقل في عام 1837، وبدأ استخدامهُ على نطاق واسع مما سمحَ بفرز البريد أثناء النقل؛ وقد تم تسهيل تشغيل النقل عبر القطارات بشكل كبير من خلال اختراع "جهاز أكياس البريد" في عام 1852 والذي مكّن من جمع الأكياس وإيداعها خلال قطع الطريق. بحلولِ ستينيات القرن التاسع عشر، كان مكتب البريد قد أبرمَ عقودًا مع حوالي ثلاثين شركة سكك حديدية مختلفة.

#### البحرية

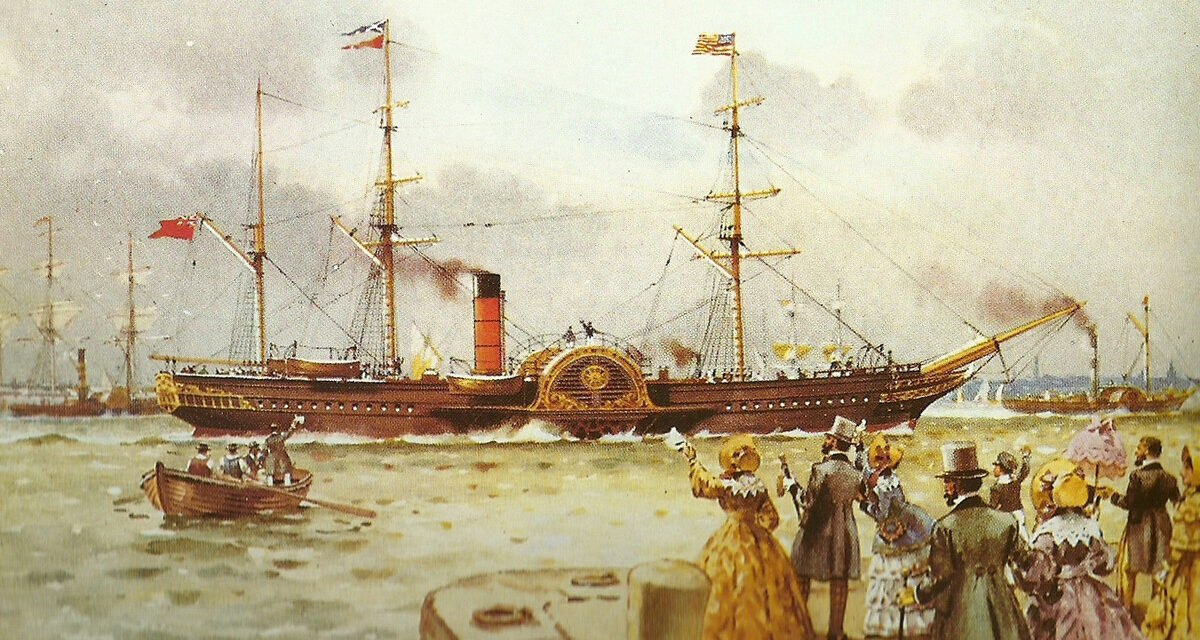
سفينة "RMS Britannia"، وهي سفينة بخارية مجدافية تابعة لشركة البريد الملكي، عبر المحيط الأطلسي، في عام 1840.

أثر تطوير الدفع البخاري البحري على خدمات السفن البريدية. منذ ثمانينيات القرن الثامن عشر، كانت هذه المحطات تُدار لصالح مكتب البريد بواسطة مُقاولين من القطاع الخاص ممن اعتمدوا على الدخلِ الإضافي من الركاب. بتكلفةٍ كبيرة، قررت هيئة البريد بناء وتشغيل أسطولها الخاص من السفن البخارية، لكن الخدمة أصبحت غير فعالة مع الوقت. في عام 1823، تولت الأميرالية إدارة الطرق الطويلة المسافة من فالموث، في حين تم طرح الخدمات من وإلى أيرلندا والقارة للمناقصات التجارية بوتيرة متزايدة.
في عام 1837، تولّت الأميرالية السيطرة على العمل بأكمله (ومعها سفن البريد المتبقية). وبعد ذلك، بدأت عقود نقل البريد تُمنح لخطوط شحن جديدة بشكل واسع النطاق؛ حيث قامت شركة الباخرة الملكية للبريد ‏ بتشغيل السفن من ساوثهامبتون إلى جزر الهند الغربية وأمريكا الجنوبية، وقدمت شركة الملاحة البخارية شبه الجزيرية والشرقية خدمات على الطرق الشرقية إلى البحر الأبيض المتوسط (ومن ثم إلى الهند وحتى أستراليا). ابتداءً من عام 1840، كان من حقِّ السفن التي تحمل البريد بموجب عقد الأميرالية أن تحمل شارة وتُسمى بسفن البريد الملكي. انتقلت مسؤولية الإشراف على خدمات البريد البحري والطرود من الأميرالية إلى مكتب البريد في عام 1860.

### رسوم البريد الموحدة

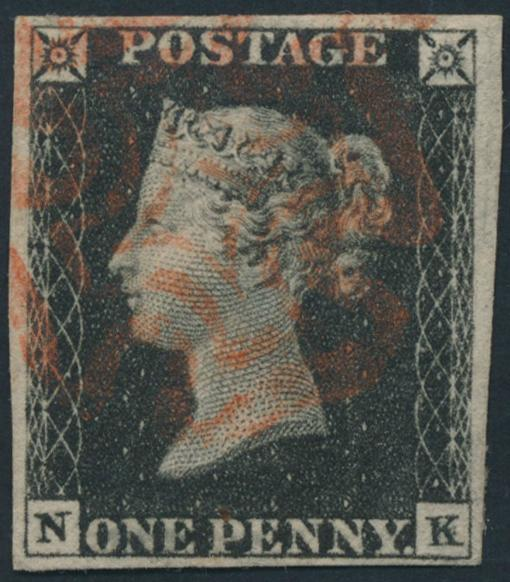
طابع بريدي من فئة بيني بلاك، صدر عام 1840.

في عام 1840، تم تقديم البريد الموحد، والذي ضم ابتكارين رئيسيين هما سعر البريد الموحد، والذي أدى إلى خفض التكاليف الإدارية وتشجيع استخدام النظام، والطوابع المدفوعة مسبقًا. عبوات (يصل وزنها إلى 450 جرام) يمكن أيضًا إرسالها بالبريد، وتختلف تكلفة البريد حسب الوزن. تم وضع الإصلاحات والإشراف عليها من قبل رولاند هيل، بعد أن اقترحها في البداية عضو البرلمان روبرت والاس ‏. وقد قوبلت مقترحاتُ هيل، التي نشرت في كتيب من مائة صفحة في عام 1837، بالرفض الشديد من جانب مكتب البريد تحت قيادة السير فرانسيس فريلينج ‏ ومن جانب المدير العام للبريد اللورد ليتشفيلد ‏، الذي وصفها في مجلس اللوردات بأنها "من بين كل المخططات الجامحة والخيالية [...] الأكثر استثنائية"؛ ولكن على النقيض من ذلك، أصبح إصلاح مكتب البريد بين عامة الناس قضية رأي عام، حيث اجتذبت الالتماسات والاجتماعات العامة مستويات كبيرة من الدعم. وبفضل الدعم الشعبي الكبير، تم تقديم مشروع قانون البريد بالبنسات إلى البرلمان في يوليو عام 1839، وتم إقراره كقانون بعد أربعة أسابيع فقط.
بحلول خمسينيات القرن التاسع عشر، وُصِف النظام البريدي بأنه أصبح "عالميًا في جميع الممالك الثلاث: فلا توجد قرية، مهما كانت غير مهمة، بدون بيت استقبال". في عام 1855، كانت هناك شبكة مكونة من 920 مكتب بريد و9578 مكتبًا فرعيًا في جميع أنحاء البلاد. وشهدت خمسينيات القرن التاسع عشر أيضًا انتشار صناديق البريد المصنوعة من الحديد الزهر على جوانب الطرق حيث يمكن للجمهور إيداع بريدهم الصادر؛ وإنشاء منطقة البريد في لندن، مع أقسامها القائمة على نقاط البوصلة (التي تركزت في سانت مارتن لو جراند ‏، حيث تم افتتاح مقر جديد لمكتب البريد العام تم بناؤه لهذا الغرض في عام 1829).
لم يكن هناك سوى عدد قليل من المؤسسات الأخرى، سواء التابعة للدولة أو التجارية، التي يمكنها أن تنافس مكتب البريد الفيكتوري المبكر في مدى تغطيته على مستوى البلاد، وبدأ الاعتماد على مكاتبه لتوفير خدمات حكومية أخرى (على سبيل المثال إصدار تراخيص من أنواع مختلفة).  بالنسبة للعديد من الناس، كان مكتب البريد، في الواقع، هو الوجه العام للدولة. عمل المكتب لعقودٍ من الزمن (جنبًا إلى جنب مع مجلس الطوابع والضرائب ‏، وجمارك جلالة الملك، ومكتب الضرائب) كقسم مهم لجمع الإيرادات للحكومة (وإن كان مكلفًا)؛ ولكن بشكل متزايد في هذه الفترة، أصبحَ مكتب البريد العام يُنظر إليه (من قبل كل من أصحاب السلطة وعامة الناس) على أنه ليس مصدرًا للإيرادات بل خدمة عامة.
في عام 1848، قَدَّم هيل خدمة البريد للكتب. ظهرت البطاقات البريدية المختومة مسبقًا، والتي تكلف نصف بنس (أي نصف سعر الرسالة) لإرسالها، لأول مرة في عام 1870، حيث تم إرسال 75 مليون منها في ذلك العام الأول. في عام 1883، افتتح هنري فوسيت ‏ (الذي عينه غلادستون مديرًا عامًا لمكتب البريد قبل ثلاث سنوات) خدمة البريد الطرود بالاتفاق مع شركات السكك الحديدية؛ ونتيجة لذلك، حل مصطلح "ساعي البريد" محل "حامل الرسائل" في التسمية الرسمية لمكتب البريد العام اعتبارًا من أكتوبر من ذلك العام.

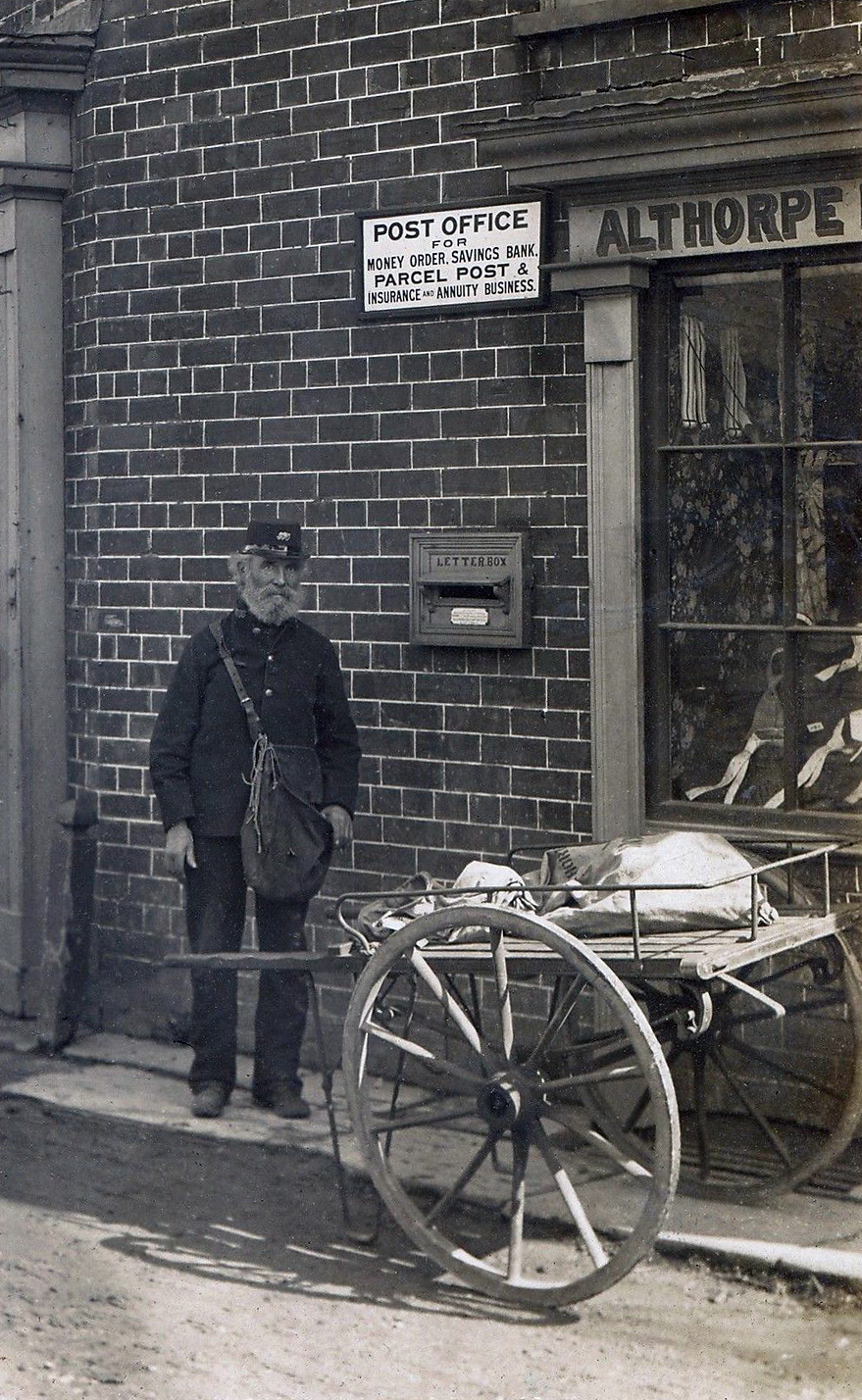
ساعي بريد مع عربة البريد الخاصة به خارج مكتب بريد ألثورب، لينكولنشاير (عام 1890).

كان البريد الموحد يشمل التسليم إلى المدن البريدية المعترف بها فقط؛ وبحلول عام 1864 كان هذا يمثل حوالي 95% من الرسائل المرسلة. ومع ذلك، استمر فرض رسوم إضافية على تسليم البريد إلى العناوين الريفية حتى "امتياز اليوبيل" الذي أصدره مكتب البريد في عام 1897، والذي تعهد بموجبه بضمان التسليم إلى كل منزل في المملكة بسعر موحد. تم توحيد أسعار البريد الدولية إلى حد ما من خلال إنشاء الاتحاد البريدي العالمي في عام 1874.

## الخدمات المالية

### مكتب الحوالات المالية
في عام 1838، تم إنشاء مكتب الحوالات المالية ‏، لتوفير وسيلة آمنة لتحويل الأموال إلى الأشخاص في أجزاء مختلفة من البلاد و خارجها، ولتثبيط الناس عن إرسال النقود عن طريق البريد. تم تقديم نظام الحوالات المالية لأول مرة كمؤسسة خاصة من قبل ثلاثة موظفين في مكتب البريد في عام 1792، بإذن من المدير العام لمكتب البريد.
إلى جانب أوامر الدفع، تم تقديم أوامر الدفع البريدية في عام 1881 (بمبادرة من هنري فوسيت وجورج تشيتويند ‏)، والتي كانت أرخص وأسهل في الصرف. ومع ذلك، رفض مكتب الحوالات المالية إدارتها (ولم يتم توحيد فرع الحوالات البريدية وإدارة الحوالات المالية إلا في عام 1904)؛ وبدلاً من ذلك، تولى تشيتويند المسؤولية بصفته متلقيًا ومحاسبًا عامًا لمكتب البريد.
كانت الحوالات البريدية وأوامر الدفع هامة في هذا الوقت للمعاملات بين الشركاتِ الصغيرة، وكذلك الأفراد، لأن مرافق التحويل المصرفي كانت متاحة فقط للشركات الكبرى وللمبالغ الأكبر.

### بنك الادخار البريدي
تم افتتاح بنك الادخار البريدي ‏ في عام 1861، عندما كان هناك عدد قليل من البنوك خارج المدنِ الكبرى؛ وكان جورج تشيتويند وفرانك إيفز سكودامور ‏ من المؤيدين الرئيسيين له. وبعد مرور عامين، أصبح هناك 2500 مكتب بريد يقدم خدمة الادخار. قام هنري فوسيت في ثمانينيات القرن التاسع عشر بتوسيع عملياته بشكل كبير وشجَّع استخدام طابع التوفير؛ وبحلول نهاية القرن زاد عدد فروع بنك البريد العام إلى 14000، مما جَعلهُ أكبر نظام مصرفيّ في البلاد.

### خدمات أخرى
بدأت مكاتب البريد تقدم تدريجيًا المزيدَ من الخدمات المالية، بما في ذلك الأسهم والسندات الحكومية في عام 1880، والتأمين والمعاشات التقاعدية في عام 1888، وشهادات الادخار للحرب في عام 1916. في عام 1909 تم تقديم معاشات التقاعد، والتي يتم دفعها في مكاتب البريد. في عام 1956 تم تقديم سند اليانصيب ‏ المسمى بالسند المميز. في منتصف الستينيات، طلبت الحكومة من مكتب البريد التوسع في الخدمات المصرفية، مما أدى إلى إنشاء بنك جيرو ‏ في عام 1968.

## أنظمة الاتصالات الجديدة
عندما ظهرت أشكال جديدة من الاتصالات في القرن التاسع عشر وأوائل القرن العشرين، ادّعى مكتب البريد العام حقوق الاحتكار لتلك الأنواع، على أساس أنها - مثل الخدمة البريدية - تنطوي على التسليم من المُرسِل إلى المُتلقي. استخدمت هذه النظرية لتوسيع سيطرة الدولة على خدمة البريد لتشمل كافة أنواع الاتصالات على أساس أن كل مرسل يستخدم شكلاً من أشكال خدمة التوزيع. اعتبرت خدمات التوزيع تلك في القانون بمثابة أشكال من مكاتب البريد الإلكترونية. وينطبق هذا على محطات تحويل التلغراف والهاتف.

### التلغراف

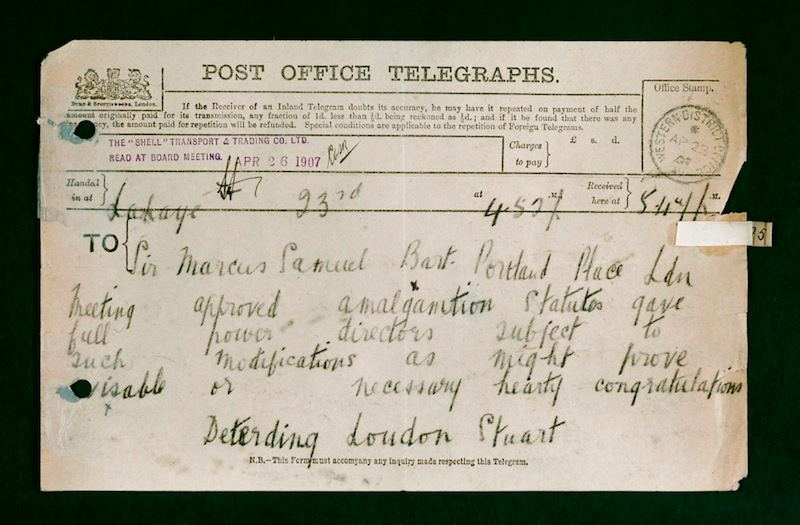
برقية أرسلت في عام 1907

في عام 1846، تأسست شركة التلغراف الكهربائية ‏، وهي أول شركة تلغراف عامة في العالم، وقامت بتطوير شبكة اتصالات على مستوى البلاد. وسرعان ما تبعتها عدة شركات تلغراف خاصة أخرى. منحَ قانون التلغراف لعام 1868 المدير العام للبريد الحقَّ في الاستحواذ على شركات التلغراف الداخلية في المملكة المتحدة، ومنحَ قانونُ التلغراف لعام 1869 المدير العام للبريد احتكارًا في مجال الاتصالات التلغرافية في المملكة المتحدة. نُقلت مسؤولية "التلغرافات الكهربائية" رسميًا إلى مكتب البريد العام في عام 1870. ولم تكن البرقيات الخارجية تقع ضمن الاحتكار. تم شراء شركات التلغراف الخاصة التي كانت موجودة بالفعل. كانت خدمةُ التلغراف المُدمجة الجديدة تضم 1058 مكتب تلغراف في المدن والبلدات و1874 مكتبًا في محطات السكك الحديدية. تم إرسال 6.830.812 برقية في عام 1869 مما أدى إلى تحقيق إيرادات بلغت 550.000 جنيه إسترليني. كان فرانك سكودامور (الذي وضع ونفذ خطة التأميم) يشرف على القسم الناشئ، لكنه استقال في عام 1875 بعد أن تبين أنه قام بتحويل الأموال من بنك الادخار وأماكن أخرى في محاولة للتخفيف من تكاليف العملية التوسعية التي كانت سريعة الارتفاع. أنشأ المكتب المركزي في لندن في العقد الأول من نظام التلغراف المؤمم مستويين من الخدمة. الدوائر ذات المكانة العالية التي تلبي احتياجات الدولة والتجارة الدولية والحياة الرياضية والأعمال الإمبراطورية. الدوائر ذات المكانة المنخفضة الموجهة نحو المستوى المحلي والإقليمي.

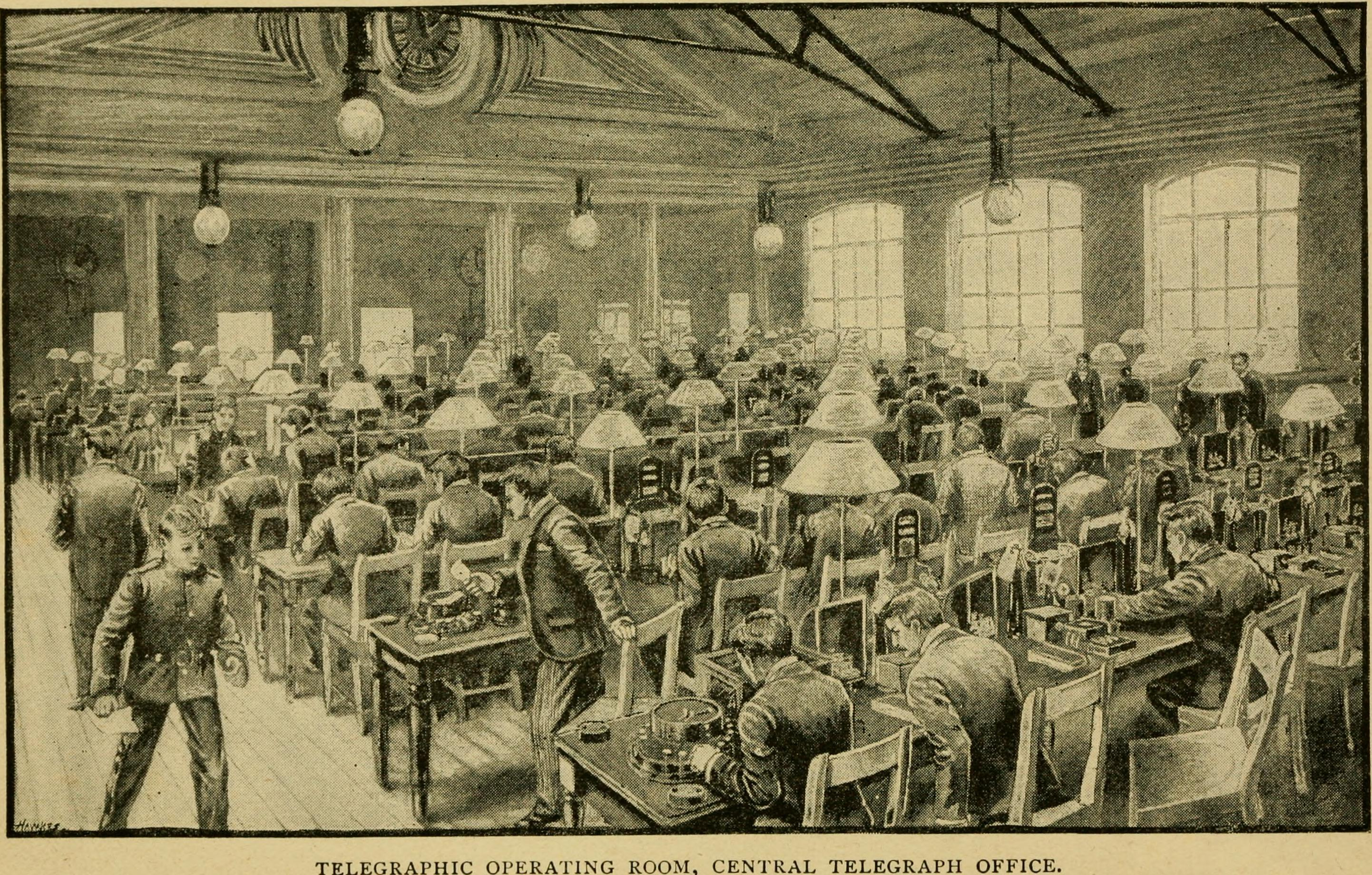
غرفة العمليات التلغرافية في مكتب التلغراف الرئيسي، سانت مارتن لو جراند، لندن.

شهدَ عام 1909 إنشاء قسم الأبحاث في مكتب التلغراف، والذي كان لهُ أصله في مجالاتِ العمل المبتكرة التي سعى إليها الموظفون في قسم الهندسة. في عشرينيات القرن العشرين، أنشأ مكتب البريد العام محطة أبحاثٍ بالقرب من دوليس هيل ‏ ؛ وخلال الحرب العالمية الثانية، تم تصميم وبناء أول حاسوب إلكتروني في العالم، "كولوسس"، بواسطة تومي فلاورز ومهندسين آخرين من مكتب البريد العام.
تعرَّضَ مكتب التلغراف لأضرار طفيفة بسبب قنبلة ألمانية في عام 1917، وفي عام 1940، تم إشعال النيران فيه أثناء قصف لندن، مما أدى إلى تدمير جزء كبير من الداخل. أعيد افتتاحه في عام 1943. بحلول الخمسينيات من القرن العشرين، انخفض حجم حركة التلغراف وأغلق مكتب التلغراف في عام 1963. في عام 1984 تم افتتاح مركز الاتصالات البريطاني ‏ الجديد في الموقع.

### الهاتف

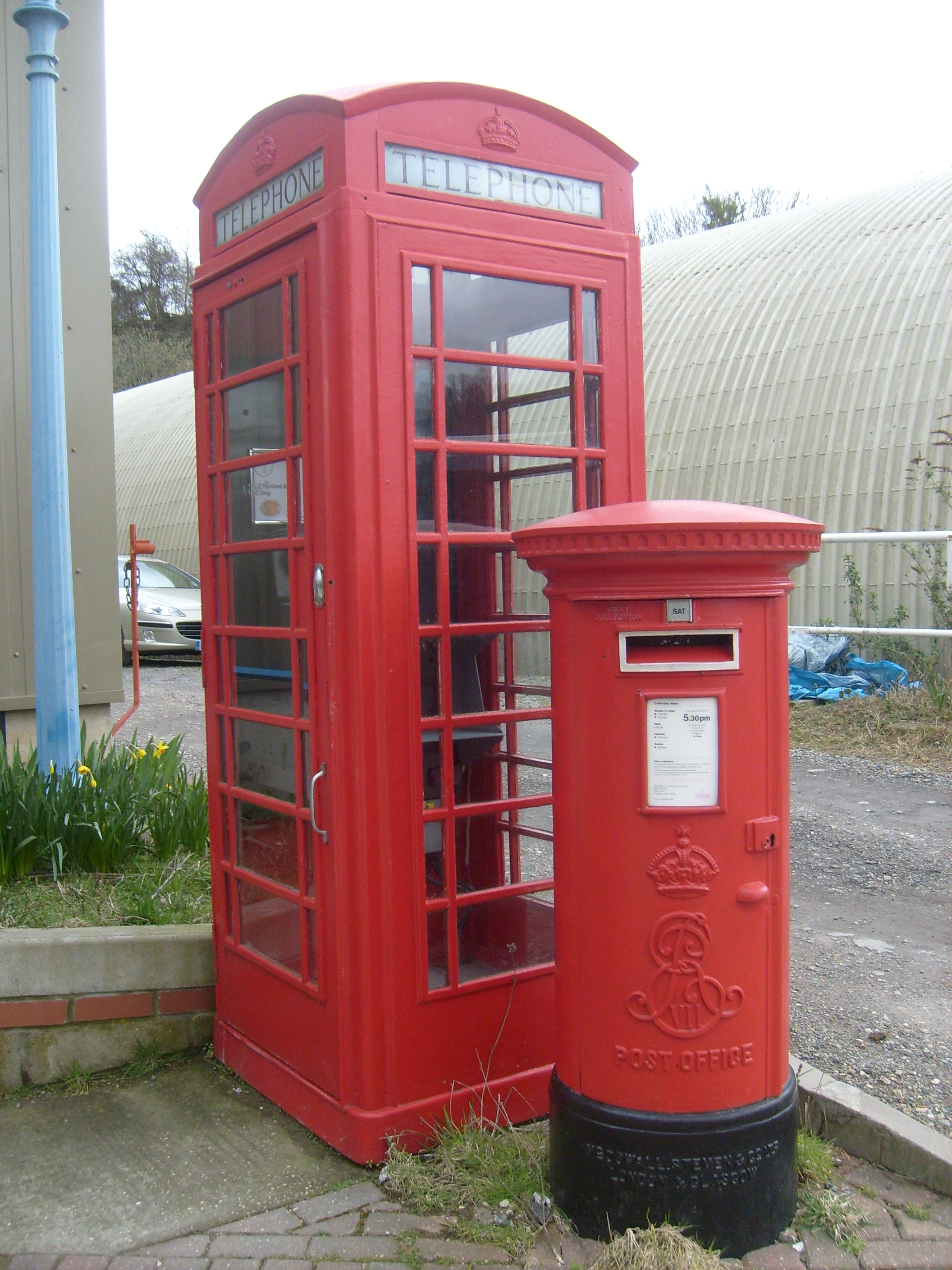
صندوق الهاتف الأحمر لمكتب البريد العام وصندوق البريد العمودي

بدأ مكتب البريد أعماله الهاتفية في عام 1878، ومع ذلك فإن الغالبية العظمى من الهواتف كانت متصلة في البداية بشبكات تعمل بشكل مستقل. في ديسمبر 1880، حصل المدير العام للمكتب على حكم قضائي يفيد بأن المحادثات الهاتفية تندرج من الناحية الفنية ضمن نطاق قانون التلغراف. وبعد ذلك قام مكتب البريد العام بترخيص جميع شبكات الهاتف الموجودة.
حدث التأميم الفعلي لصناعة الاتصالات في المملكة المتحدة في عام 1912 مع الاستحواذ على شركة الهاتف الوطنية ‏ والتي لم تترك سوى عدد قليل من المشاريع البلدية المستقلة عن مكتب البريد العام (وخاصة هواتف هال ‏ (التي تم خصخصتها الآن) ونظام الهاتف في جيرنزي ‏). استحوذت شركة البريد العام على الشركة في الأول من يناير عام 1912؛ ونقلت 1.565 بورصة و9.000 موظف بتكلفة 12.515.264 جنيهًا إسترلينيًا.

### الراديو
في 27 يوليو 1896، أجرى جوجليلمو ماركوني أول عرض للتلغراف اللاسلكي من سطح مكتب التلغراف في شارع سانت مارتن لو جراند.
أدى تطوير الاتصالات اللاسلكية إلى صدور قانون التلغراف اللاسلكي لعام 1904، والذي منح السيطرة على الموجات اللاسلكية لمكتب البريد العام والذي حمل مسؤولية الترخيص للمرسلين والمستقبلين. وقد أدى هذا إلى وضع مكتب البريد في وضع يسمح له بالسيطرة على البثّ الإذاعيّ والتلفزيونيّ مع تطوير هذه التقنيات.

### القوة العاملة
كان هناك حوالي خمسين امرأة تعملن كمشغلات لشركات التلغراف عندما استحوذت عليها هيئة البريد في عام 1869؛ وقد دفع هذا إلى تغيير السياسة لتمكين وتشجيع توظيف النساء في عدد من الأدوار الأخرى في المنظمة (على سبيل المثال، بحلول نهاية العقد التالي كان نصف جميع موظفي الاستقبال في لندن من النساء). كان يتم توظيف الأولاد كرسل تلغراف من سن 14 عامًا: ولكن بينما كانت شركات التلغراف ترقّي الأولاد بشكل روتيني إلى درجة كاتب تلغراف للبالغين في الوقت المناسب، فإن مكتب البريد العام تركهم للتنافس مع الآخرين على عدد محدود نسبيًا من الوظائف؛ وبالتالي انتهى الأمر بمعظمهم عاطلين عن العمل وغير مستعدين لعمل آخر واتُهم مكتب البريد العام بالاستفادةِ من عمالة الأطفال. كان الصبية المرسلون أيضًا عُرضة للاستغلال في البغاء، حيث كانوا يعملون بمفردهم في الشوارع: "لقد كان كراهيتهم لهذه الممارسة تتغلب عليها بسهولة الأموال التي قدمها لهم من أغوهوم"، كما لاحظ أحد المسؤولين في عام 1877؛ وقد لفتَ استغلالهم انتباه الرأي العام على نطاق واسع مع الكشف عن فضيحة شارع كليفلاند في عام 1889. وقد بُذلت محاولات لغرس الانضباط بين الصبية المرسلين من خلال التدريبات شبه العسكرية والتمارين اليومية.
قدم مكتب البريد العام عددًا من المزايا لعماله (بما في ذلك، منذ خمسينيات القرن التاسع عشر، الرعاية الطبية المجانية ونظام معاشات تقاعدية)، ومع ذلك، تم تضمين ما يسمى بعمال "المؤسسة" فقط: حوالي 40٪ من القوى العاملة لم يتم شملهم، بما في ذلك صبية التلغراف، ومعظم الموظفات والعديد من "المساعدين" بدوام جزئي الذين شغلوا مجموعة متنوعة من الأدوار؛ كل هؤلاء كانوا يحصلون على أجرٍ مخفض مع مزايا أقل بكثير.
بدأ هنري فوسيت في تناول أهمية حقوق العمال في ثمانينيات القرن التاسع عشر، وأسسَّ نِظامًا لتحسين الأجور وظروف العملِ لعمال التلغراف وموظفي الفرز. خلال فترة ولايته، تم تشكيل أول نقابة دائمة لعمال البريد (جمعية موظفي التلغراف البريدي) في عام 1881؛ وتبعتها اتحادات أخرى، بما في ذلك جمعية موظفي البريد في المملكة المتحدة ‏ (1887)، وجمعية فوسيت ‏ (1890)، واتحاد سعاة البريد ‏ (1891)؛ (بحلول عام 1919، اندمجت هذه التجمعات وغيرها لتشكيل اتحاد سعاة البريد ‏).

## الروابط العسكرية

### بنادق البريد

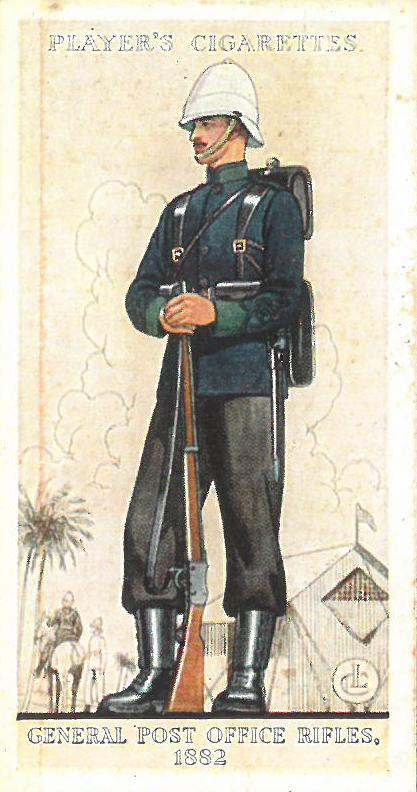
بطاقة سجائر تُظهر رجلاً يحمل بندقية من فرقة البريد العام في عام 1882.

في عام 1868، كجزء من قوة التطوع، قام جون لوثر دو بلات تايلور ‏، السكرتير الخاص للمدير العام للبريد، بتشكيل فيلق متطوعي بنادق ميدلسكس التاسع والأربعين (بنادق البريد) من موظفي مكتب البريد العام، الذين كانوا إما أعضاء في فيلق متطوعي بنادق ميدلسكس الحادي والعشرين (بنادق الخدمة المدنية) أو ضباط شرطة خاصّين مسجلين لمحاربة هجمات الفينيان على لندن في عامي 1867 و 1868. تم تغيير اسم الفوج إلى فيلق متطوعي بنادق ميدلسكس الرابع والعشرين (بنادق البريد) في عام 1880 كجزء من إصلاحات كاردويل ‏ .
بعد إصلاحات هالدين ‏، احتفظ الفوج بارتباطه بمكتب البريد واستمرَّ في تجنيدِ عُمَّال البريد في القوة الإقليمية تحت اسمِهِ الجديد "الكتيبة الثامنة (مدينة لندن)، فوج لندن (بنادق البريد)" في عام 1908. خدم كفوج مشاة في الحرب العالمية الأولى (1914-1918). حصل الرقيب ألفريد جوزيف نايت ‏ على صليب فيكتوريا لشجاعته خلال عملية ورست فارم ‏ (20 سبتمبر 1917). تم حلّ الفوج في عام 1921.

#### الشركات المتخصصة
تأسست شركة "M"، وهي من فيلق متطوعي بنادق ميدلسكس الرابع والعشرين، بموجب أمر ملكي في عام 1882 باعتبارها فيلق البريد للجيش. كانت هذه الشركة الاحتياطية للجيش التي تم تشكيلها حديثًا تقدم خدمة بريدية للبعثات العسكرية البريطانية إلى مصر (1882)، وسواكن (1885)، وحرب البوير الإنجليزية (1899-1902). في نهاية المطاف، تم دمج قوات الدفاع الجوي الملكي مع قوات المهندسين الملكيين في عام 1913 لتظهر مرة أخرى باسم الاحتياطي الخاص لقوات المهندسين الملكيين (القسم البريدي). كان قسم البريد، الذي كان يعتمد بشكل كبير على التجنيد من مكتب البريد العام، يقدم خدمة البريد للجيش في الحربين العالميتين الأولى والثانية.
في عام 1883، أنشأ الفوج شركة "L" كقوة تلغراف، وبعد عام تم تسميتها مرة أخرى باسم قوة مهندسي التلغراف الاحتياطية الملكية. وكان دورها هو استكمال وحدات التلغراف التابعة للجيش النظامي.

### التلغرافات
في الأسبوعِ الثاني من شهر ديسمبر عام 1869، أعلنَ مكتب الحرب أن شركة المهندسين الملكية رقم 22، بقيادة الكابتن تشارلز إدموند ويبر، سيتم إعارتها إلى مكتب البريد العام للقيام بمهام التلغراف. تم تعيين المسودة الأولى في مكتب البريد العام في يونيو 1870؛ حيث كان ويبر مهندسًا فرعيًا لمنطقة جنوب شرق لندن ومقره في نيو كروس بلندن، وكان مرؤوسوه مشرفينَ على المنطقة للمهندس الفرعي وضباط الصفِّ والمهندسين المعماريين كمفتشين ورجال خطوط/إشارات على التوالي. لقد تلقوا تدريبهم في كل من مدرسة الهندسة العسكرية ومدرسة لندن للتلغراف وأقاموا لبعض الوقت في ثكنات سانت جونز وودز في لندن.
في العام التالي، انضمت شركة RE رقم 34 ومقرها تشاتام إلى شركة "RE" رقم 22 في مكتب البريد العام. وقد قامت بنشرِ مفارزَ في مكاتب مكتب البريد العام في إينفيرنيس وإيبسويتش وبريستول. كان المقر الرئيسي للشركة يقع بشكل أساسي في مدينة إيبسويتش، ولكنه انتقلَ فيما بعد إلى بريستول. كانت الشركتان تديران خدمات التلغراف في مناطقهما الخاصة. وباستغلال اتفاقيات "إذن المرور" التي تم التوصل إليها لوضع خطوط السكك الحديدية قبل أربعين عامًا، عملوا على تطوير شبكة التلغراف الوطنية من خلال وضع خطوط جديدة إلى الأجزاء الأكثر بعدًا من الجزر البريطانية. في عام 1884 تم دمج الشركة 22 والشركة 34 من المهندسين الملكيين مع فرقة المهندسين الملكيين "C" (التلغراف) (التي أنشئت في عام 1870 لتوفير اتصالات التلغراف في الميدان ) لتشكيل كتيبة التلغراف المهندسين الملكيين (التي أعيدت تسميتها بخدمة إشارات المهندسين الملكيين في عام 1912)، والتي أصبحت فيما بعد فيلق الإشارات الملكي ‏ . في زمنِ السِلْم، كانت الفرقة الأولى من الكتيبة الجديدة (المكونة من فرقة "سي" السابقة) مُتمركزة في ألدرشوت ‏ ومُجهزة لتقديم الدعم في الخطوط الأمامية في الميدان، في حين تم إلحاق الكتيبة الثانية (المكونة من الشركة 22 والشركة 34) بمكتب البريد العام في لندن وانخرطت في تركيب وتشغيل أجزاء من شبكة التلغراف الوطنية؛ في وقت الحرب تم دمج الفرقتين وتعبئة الكتيبة ككل، وكان لها القدرة على توفير أنظمة التلغراف المُتنقلة والاستفادة من البنية التحتية للتلغراف.

## مكتب البريد العام في القرن العشرين

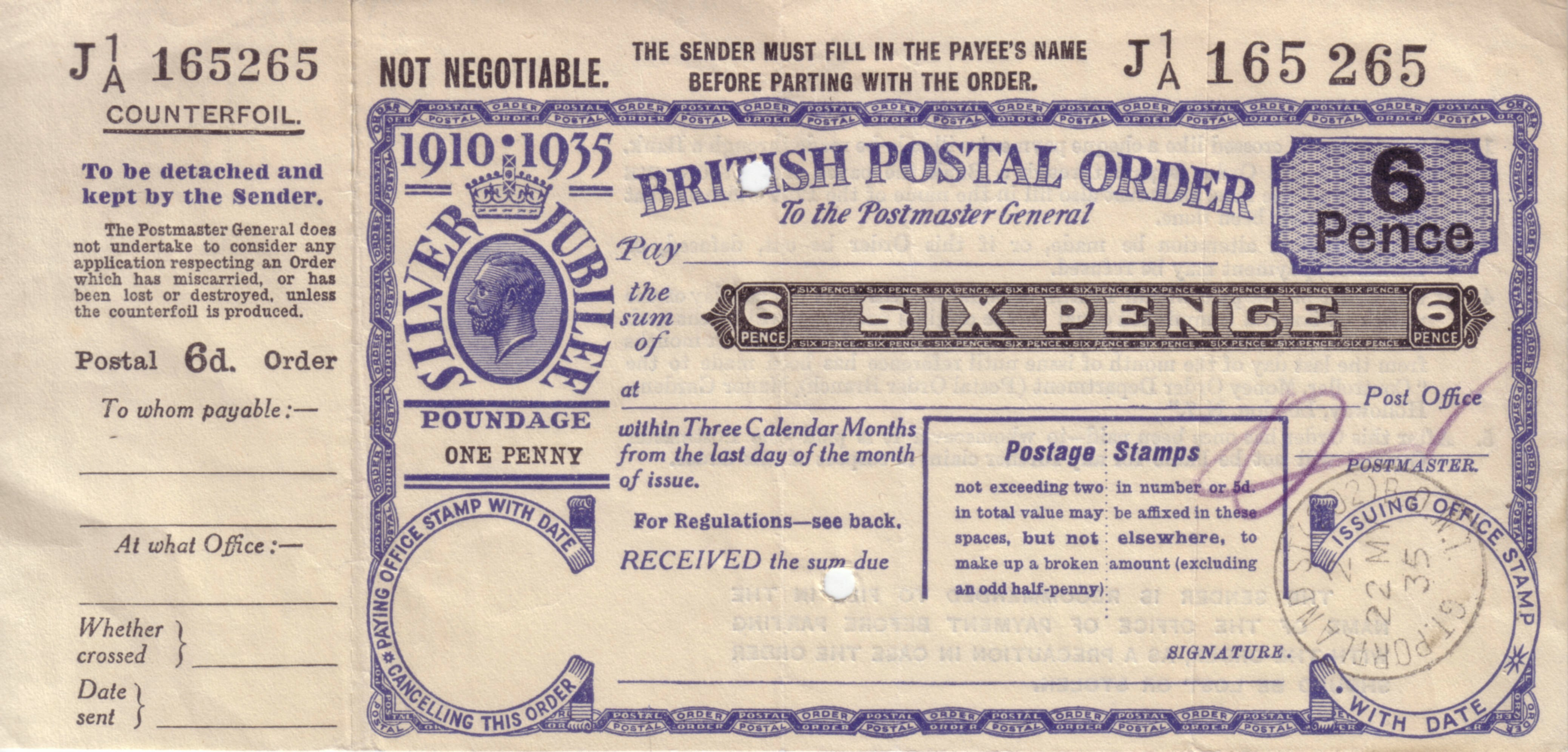
طلب بريدي بقيمة 6 بنسات يعود إلى عام 1935.

بحلول عام 1900، كان تسليم البريد من منزل إلى منزل يتم في شتى أصقاع إنجلترا. في ذلك العام كان هناك ما يقرب من 22000 مكتب بريد في جميع أنحاء المملكة المتحدة: تم تصنيف 906 منها كمكاتب بريد رئيسية: عملت هذه المكاتب كمكتب رئيسي لمحلياتها وشملت مرافق الفرز بالإضافة إلى تقديم خدمة العداد. تحت إشراف منظمات الرعاية الصحية المجتمعية كان هناك 255 فرعًا إضافيًا (والتي كانت بمثابة مكاتب إضافية لمنظمات الرعاية الصحية المجتمعية المرتبطة بها). أخيرًا، كان هناك 4964 مكتبًا فرعيًا للبريد في المدن و15815 مكتبًا فرعيًا للبريد في الريف؛ وكانت هذه المكاتب تُدار من قبل رؤساء مكاتب فرعيين، وكان معظمهم من أصحاب المتاجر العاملين لحسابهم الخاص والذين كانوا يتقاضون عمولة مقابل عملهم البريدي (على النقيض من موظفي العداد في مكاتب "التاج" الأكبر، الذين كانوا موظفين في مكتب البريد العام).

### الحرب العالمية الأولى وتداعياتها

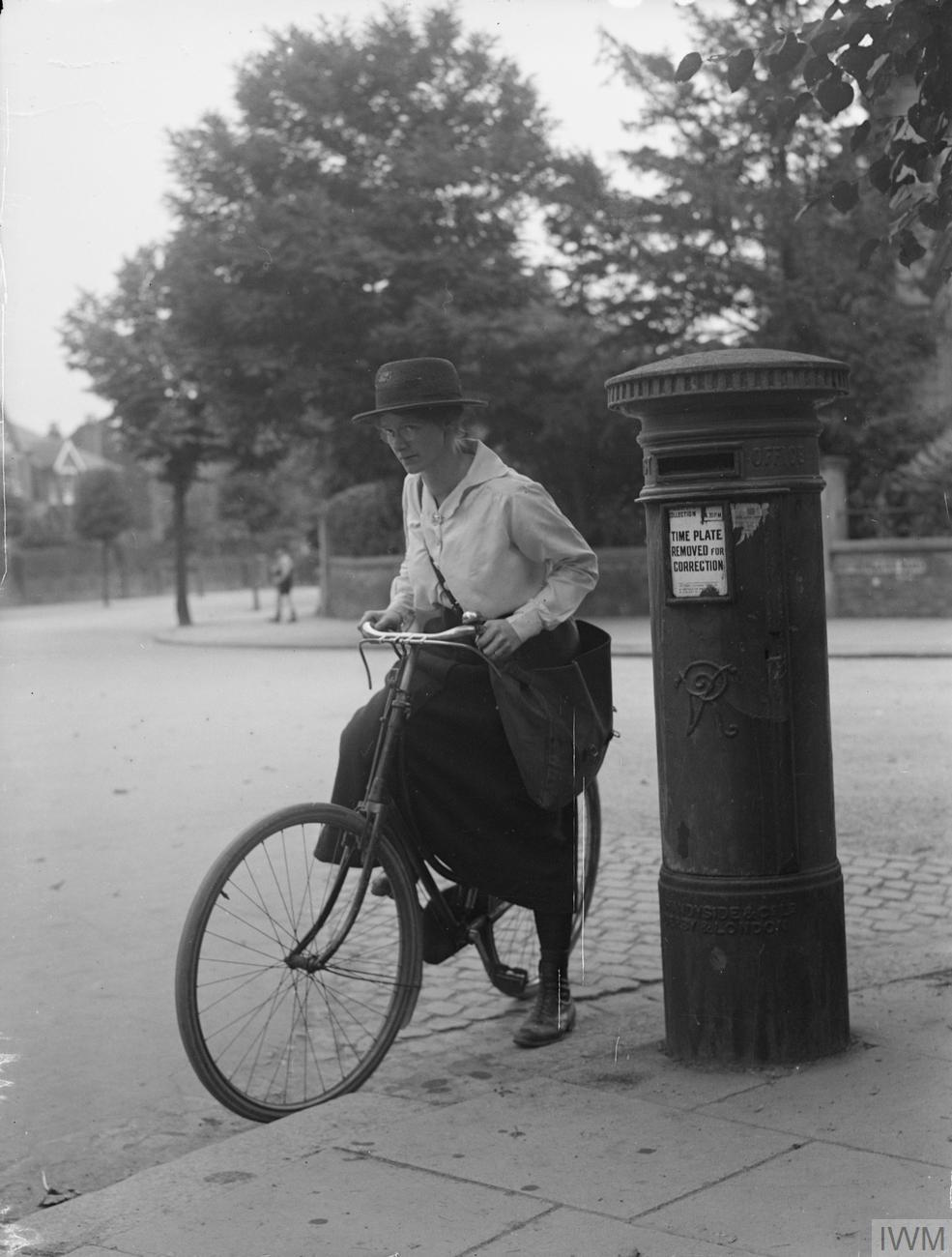
ساعية برية خلال الحرب العالمية الأولى.

في عام 1914، قيل إن مكتب البريد كان "أكبر مؤسسة اقتصادية في بريطانيا وأكبر مُشغِّل فَردي للعمالة في العالم"، حيث وظَّف أكثر من 250 ألف شخص وبلغت إيراداته السنوية 32 مليون جنيه إسترليني. كان مكتب البريد العام يدير أنظمة التلغراف والهاتف في البلاد، فضلاً عن التعامل مع حوالي 5.9 مليار عنصر بريدي كل عام، في حين قدمت مكاتب البريد الفرعية عددًا متزايدًا من الخدمات المالية وغيرها من الخدمات العامة إلى جانب تلك المتعلقة بالبريد. بعد الاستحواذ على شركة الهاتف الوطنية في عام 1912 (التي كانت توظف عددًا كبيرًا من النساء العاملات في مجال الهاتف)، أصبح ربع القوة العاملة في مكتب البريد العام من النساء. ومع تقدم الحرب، لم يتبق لدى مكتب البريد العام سوى عدد قليل جدًا من الموظفين الذكور القادرين على العمل ممن تتراوح أعمارهم بين 18 و40 عامًا (جميعهم إما تطوعوا أو تم استدعاؤهم للخدمة العسكرية). وكما هو الحال في أماكن العمل الأخرى، تم توظيف النساء طوال مدة الحرب؛ وبحلول عام 1918 شكّلن حوالي نصف القوة العاملة. تم تجنيد حوالي 75000 رجل من موظفي البريد. كانَ قسمُ البريد الملكي للمهندسين وقسمُ الإشارات يعتمدان بشكل كبير على مكتب البريد العام. ومن بين المهامِ الأخرى، قام قسم الإشارات بإنشاء وصيانة شبكة من الهواتف عبر الجبهة الغربية، في حين تعامل قسم البريد مع البريد؛ وكان يُنظر إلى التسليم المنتظم للرسائل والطرود على أنه أمر حيويّ لرفعِ الروحِ المعنوية.
بحلول عشرينيات القرن العشرين، بدأت المركباتُ الآلية تحلّ محل العربات التي تجرُّها الخيول (والتي كانت شائعة في السابق) على الطرق البريدية القصيرة؛ وفي وقتٍ لاحق من نفس العقد، تم تقديم استخدام المقاطعات البريدية للمساعدة في جعل عملية الفرز للتسليمات أكثر كفاءة. ومع ذلك، بدأ مكتب البريد العام يواجه انتقادات متزايدة في هذا الوقت بسبب خمولِهِ التجاريّ والتكنولوجيّ (وخاصة، ولكن ليس حصرًا، فيما يتعلق بالهواتف). كانت هناك دعوات لخصخصة مكتب البريد، كليًا أو جزئيًا، ولغرسِ بعض القوة التنافسية (بما في ذلك خطاب بهذا المعنى ألقاه الفيكونت فولمر ‏، مساعد المدير العام لمكتب البريد، في عام 1924). كما أثارت لجنة توملين للتحقيق في الخدمة المدنية عام 1929 تساؤلات جادة، والتي (عندما نُشر تقريرها النهائي بعد عامين) كان لابدّ من معالجتها من قبل السير كينجسلي وود، المدير العام الجديد لمكتب البريد.

### أيرلندا

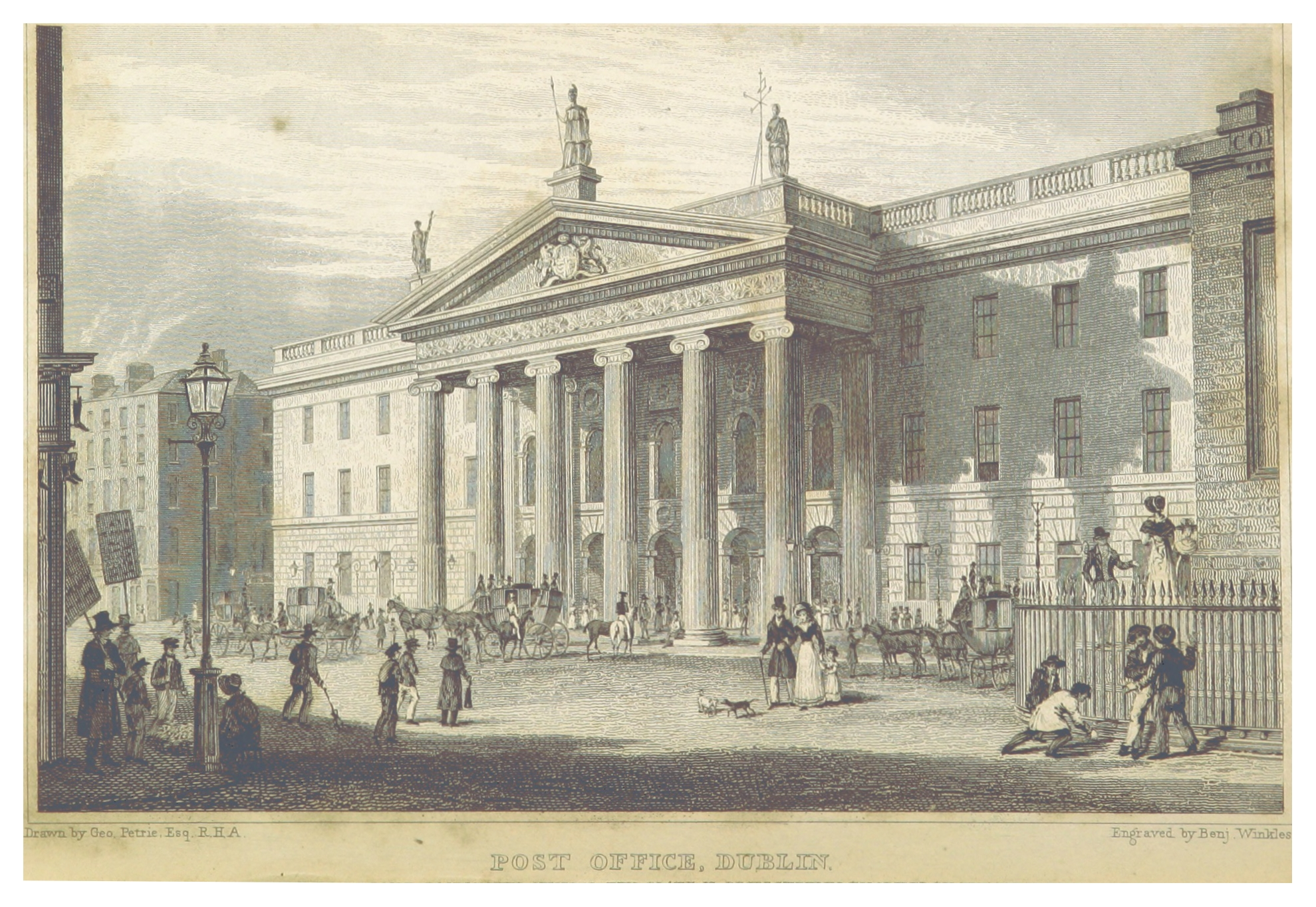
مكتب البريد العام في شارع ساكفيل، دبلن، عام 1837.

في عام 1831، تم دمج مكتب المدير العام للبريد في أيرلندا مع المكتب المُعادِل له في بريطانيا العظمى؛ وعلى مدى السنوات التسعين التالية، عملَ مكتب البريد العام في جميع أنحاء بريطانيا العظمى وأيرلندا. في عام 1916، أثناء الحرب العالمية الأولى، كان مكتب البريد العام في دبلن مركزًا لانتفاضة عيد الفصح، حيث كان مكتب البريد العام بمثابةِ المقر الرئيسي لقادة الانتفاضة. ففي خارج هذا المبنى في الرابع والعشرين من أبريل 1916، ألقى باتريك بيرس إعلان الجمهورية الأيرلندية. (تم تدمير المبنى بالنيران أثناء التمرد، باستثناء الواجهة الجرانيتية، ولم تتم إعادة بنائه حتى عام 1929، من قبل حكومة دولة أيرلندا الحرة).
وفي أعقاب المعاهدة الأنجلو أيرلندية المُبرمَة في ديسمبر 1921، انتقلت مسؤولية البريد والبَرْق في معظم أنحاء أيرلندا إلى الحكومة المؤقتة الجديدة، ثم بعد التأسيس الرسمي للدولة الأيرلندية الحرة في ديسمبر 1922، انتقلت المسؤولية إلى حكومة الدولة الحرة ‏. تم تعيين مدير عام للبريد في البداية من قِبَل الحكومة الجديدة، وتم استبداله بمنصب وزير البريد والتلغراف في عام 1924. كان أحد المظاهر المبكرة هو إعادة طلاء جميع صناديق البريد في باللون الأخضر بدلاً من اللون الأحمر.

### البث الإذاعي
في عام 1922، قامت مجموعة من مُصنِّعي أجهزة الراديو بتشكيل هيئة الإذاعة البريطانية ‏، والتي كانت المنظمة الوحيدة التي حصلت على ترخيصِ البثّ من مكتب البريد العام. في عام 1927، تم حلّ هيئة الإذاعة البريطانية وإصلاحها بموجب ميثاق ملكي لتصبح هيئة الإذاعة البريطانية (بي بي سي).
منذ البداية واجهت هيئة الإذاعة العامة مشاكل مع محطات البثّ الإذاعي المقرصنة المنافسة التي وجدت طرقًا لتوصيل الرسائل الإلكترونية إلى المتلقيين البريطانيين دون الحصول على ترخيص من هيئة الإذاعة العامة. وكان هؤلاء المنافسون يدركون أن مكتب البريد الحكومي لن يمنحهم مثل هذا الترخيص أبدًا. لمراقبة هذه المحطات غير المرخصة، طوَّر مكتب البريد العام قواته الخاصة من المحققين و"عربات الكشف".
تم نقل وظائف تنظيم الراديو إلى هيئة البثّ المستقلة ثم إلى أوفكوم. بفضل دورها التنظيمي، فضلاً عن خبرتها في تطوير شبكات الاتصالات طويلة المدى، تعاقدت هيئة الإذاعة البريطانية (بي بي سي) وهيئة التلفاز المستقلة ‏ في الخمسينيات والستينيات من القرن الماضي، مع مكتب البريد العام لتطوير وتوسيع شبكاتها التلفزيونية. كما تولى مكتب البريد مسؤولية إصدار رسوم تراخيص التلفزيون (والإذاعة، حتى عام 1971)، وملاحقة المتهربين من الرسوم حتى عام 1991.

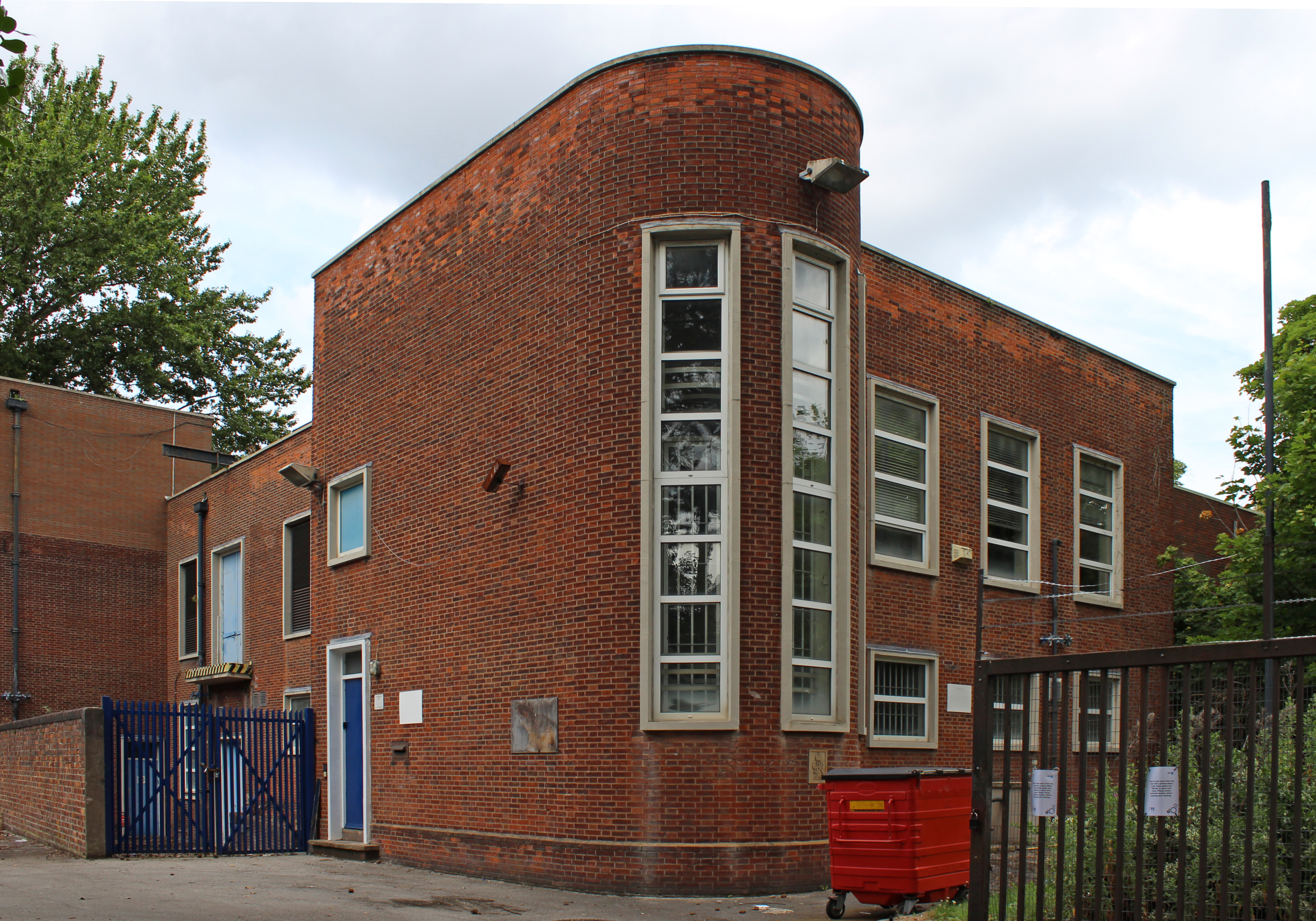
مبنى نموذجي لمحطة الهاتف في منتصف القرن العشرين في ليفربول.

بعد الحرب العالمية الثانية، بدأ الطلب على خدمات الهاتف يتزايد بشكل غير مسبوق. علاوةً على ذلك، كانت هناك حاجة لإجراء إصلاحات شاملة وترقيات لشبكة تدهورت بشدة بسببِ الحرب ونقص الاستثمار. وظهرت بسرعة قوائم الانتظار للحصول على خطوط هاتفية جديدة، واستمرت لعدة عقود من الزمن. لتخفيف الوضع، بدأ مكتب البريد في توفير خطوط سكنية مشتركة، كل منها يعرف باسم خط الطرف ‏، والذي يمكن أن يشترك في زوج من الكابلات. كان الجزء الأكبر من الخطّ مشتركًا بين مُشتركيْن اثنين، وكان كلا الخطين يحصلان على خصمٍ صغير؛ ومع ذلك، كان لهذا النظام عيوبه. في هذا الوقت، كانت غالبيةُ الخطوط في المناطق الريفية والإقليمية (وخاصة في إسكتلندا وويلز) لا تزال يتم تبديلها يدويًا. وقد أدى ذلك إلى إعاقة النمو، وتسبب في حدوث اختناقات في الشبكة، فضلاً عن كونه يتطلب عمالة مكثفة وتكاليف باهظة. بدأ مكتب البريد في تقديم التبديل التلقائيّ، واستبدل جميع مكاتبه البالغ عددها ستة آلاف مكتب. تمت إضافة الاتصال الهاتفي للمشتركين ‏ أيضًا اعتبارًا من عام 1958، مما سمح للمشتركين بإجراء مكالماتهم طويلة المسافة بأنفسهم. أعيد تنظيم خدمات الاتصالات في المملكة المتحدة تحت مسمى شركة اتصالات البريد في أكتوبر 1969؛ ثم تحت مسمى شركة الاتصالات البريطانية في عام 1980، على الرغم من بقائها جزءًا من مكتب البريد العام حتى عام 1981.

### مراجعات عقد 1930

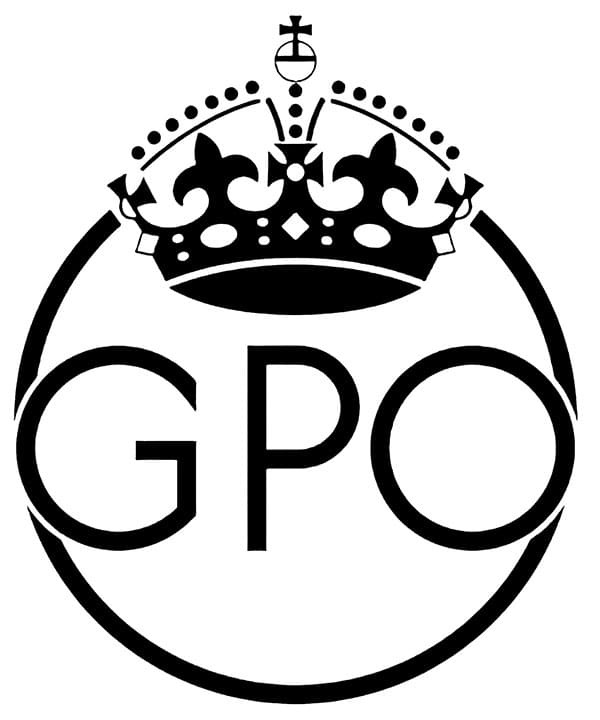
الشعار الأول لمكتب البريد العام (1937–1950)

### البريد الجوي

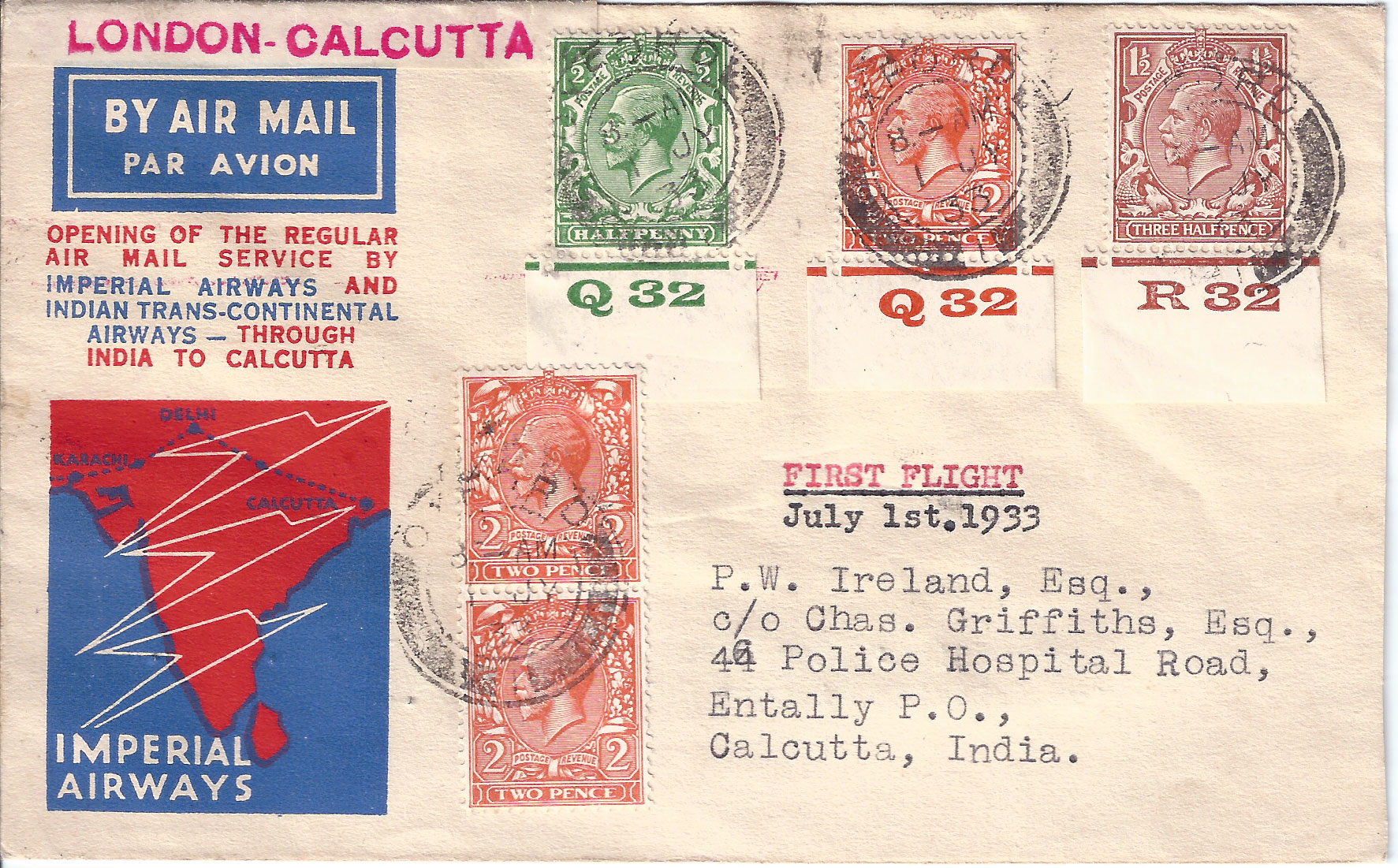
قبل عام 1937، كان إرسال خطاب بالبريد الجوي يستلزم دفع رسوم إضافية.

### الحلّ

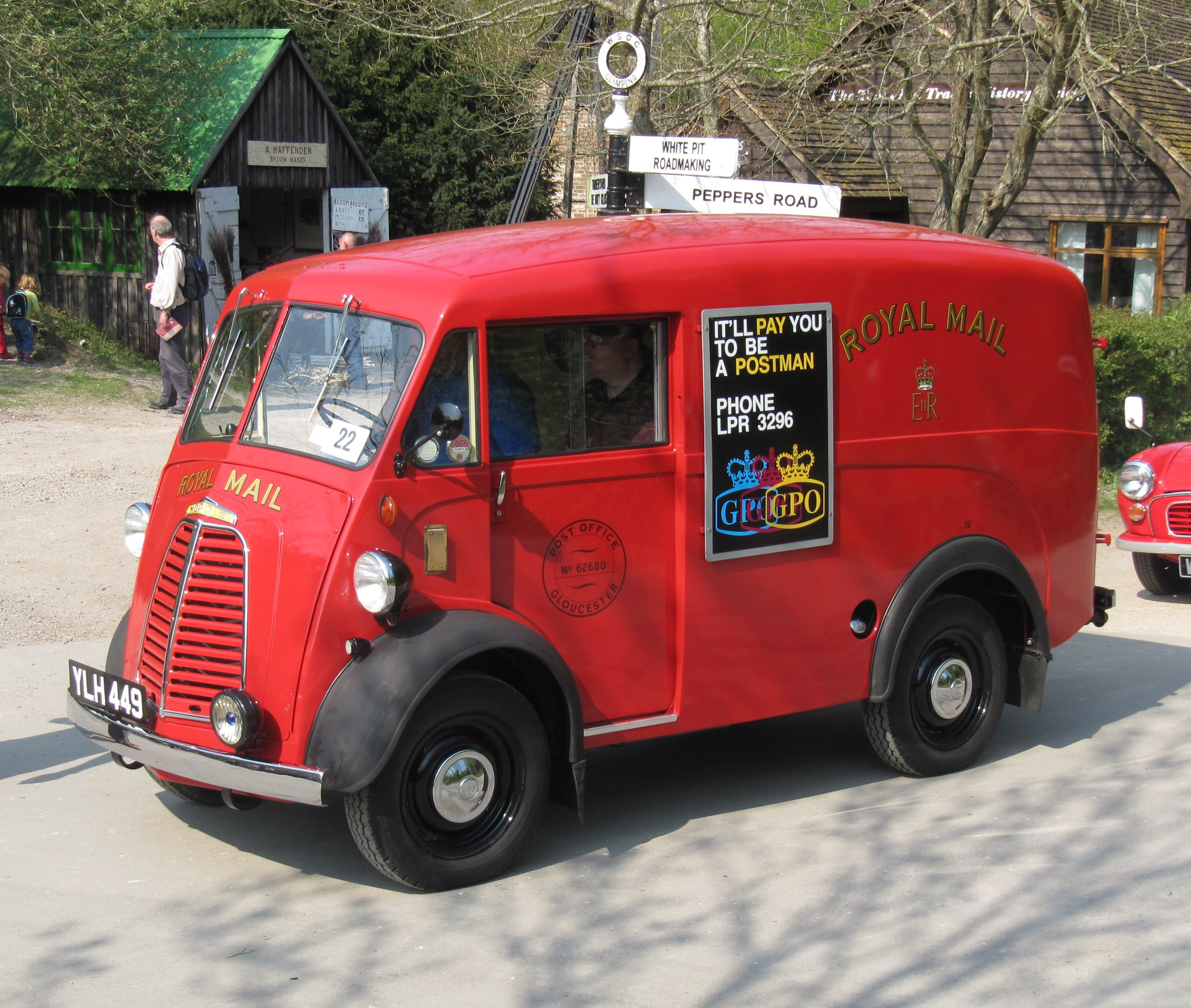
عربة البريد الملكي في ستينيات القرن العشرين. مع دائرة على الجانب القريب من الباب تشير إلى رقم كل مركبة والمنطقة التابعة لها.

## المقر الرئيسي

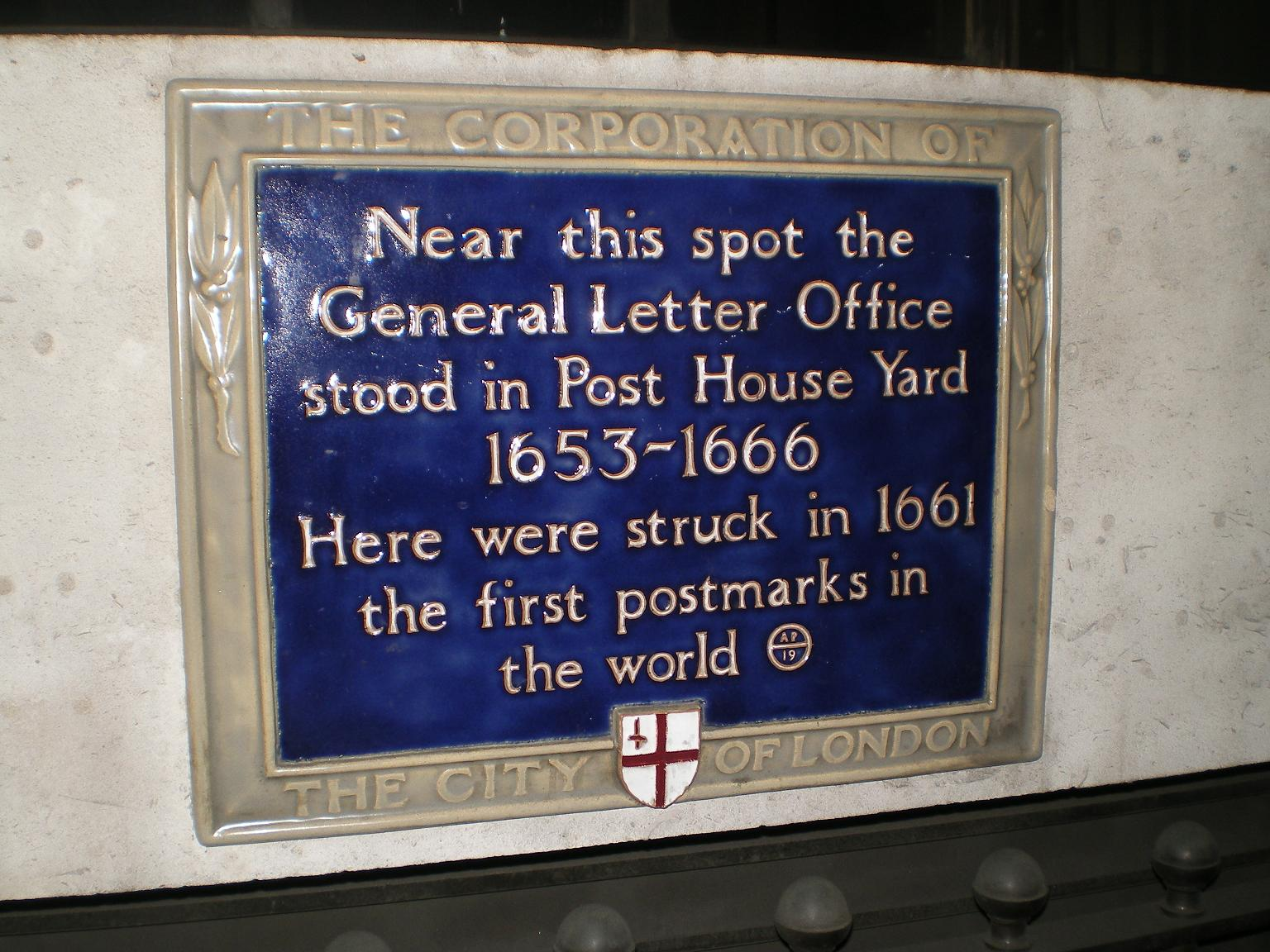
لوحة بجوار شارع ثريدنيدل تشير إلى الموقع السابق لمكتب الرسائل العام.

### سانت مارتن لو جراند

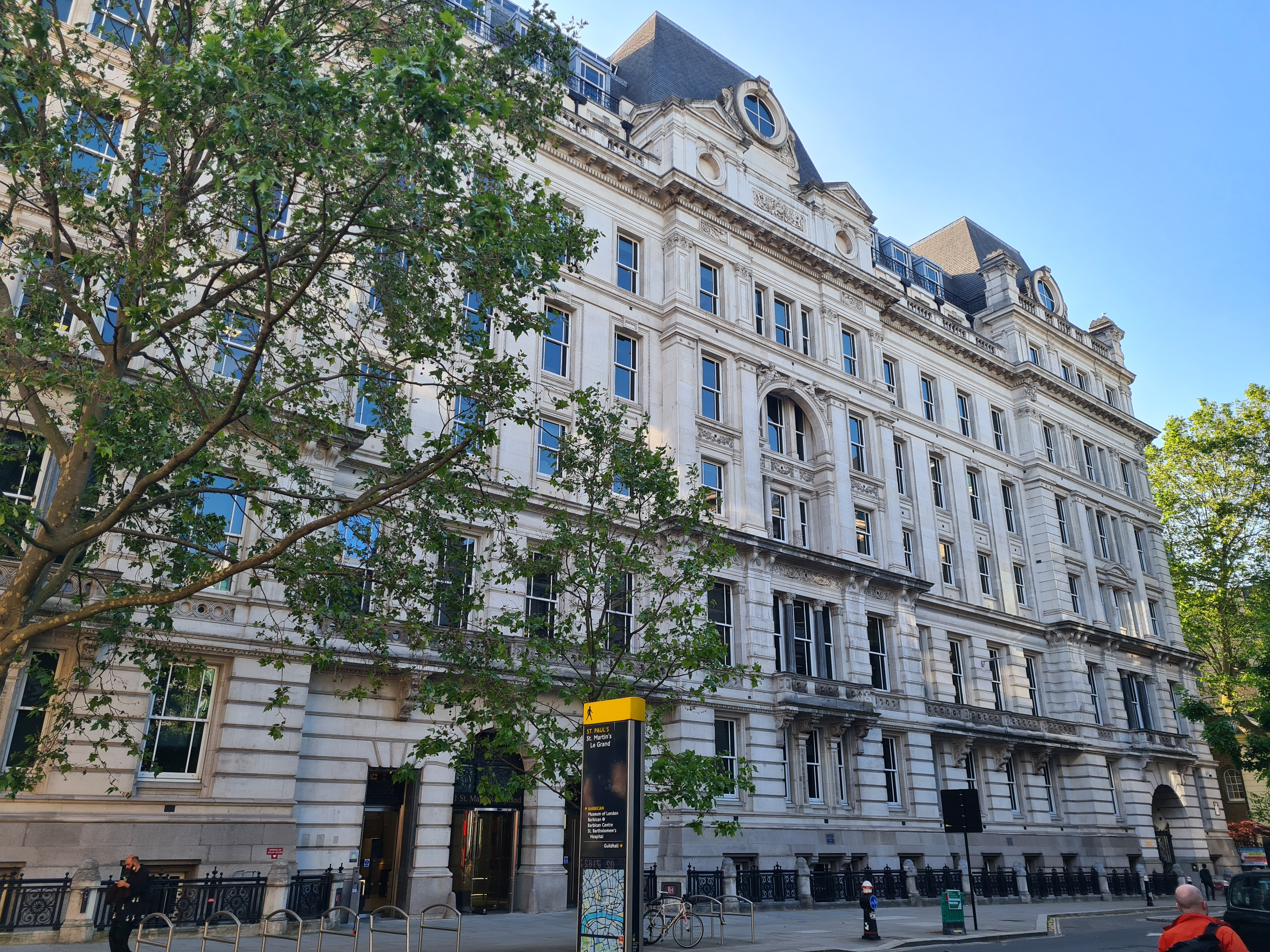
مكتب البريد العام الشمالي في 1 شارع سانت مارتن لو جراند: المقر الرئيسي لمكتب البريد من عام 1895 إلى عام 1984.

## الرؤساء

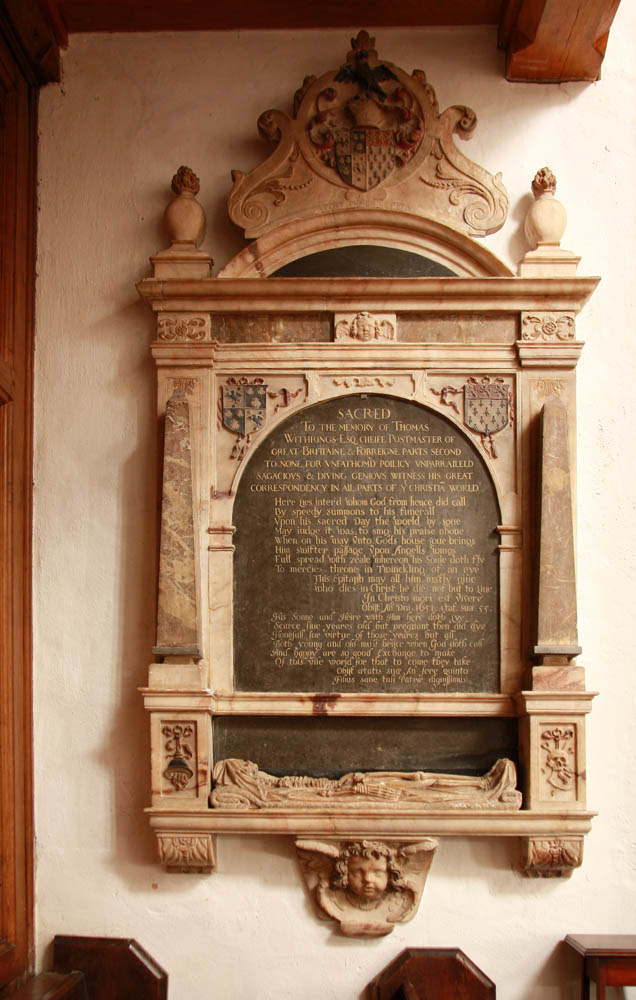
نصب تذكاري في كنيسة القديس أندرو، شرق لندن، إحياء لذكرى توماس ويذرنجز (توفى 1651)، رئيس مكتب البريد في بريطانيا العظمى والمناطق التابعة للتاج في الخارج.